# Super Mario Bros.
Super Mario Bros. (japanisch スーパーマリオブラザーズ, Sūpā Mario Burazāzu) ist ein Jump-’n’-Run-Videospiel des japanischen Unternehmens Nintendo. In Japan erschien es am 13. September 1985 für die Heimkonsole Famicom. Bis 1987 kam das Spiel auch im Westen für das Famicom-Pendant Nintendo Entertainment System (NES) auf den Markt.
Der Spieler übernimmt die Rolle des Klempners Mario, der Hindernisse überwinden und Gegner bezwingen muss, um Prinzessin Toadstool aus den Fängen von König Koopa zu befreien. Dazu rennt und springt Mario durch die zweidimensional in Seitenansicht dargestellte Spielwelt. Im Gegensatz zu den Vorgängerspielen Mario Bros. (Arcade, 1983) und Donkey Kong (Arcade, 1981) findet das Spielgeschehen nicht in einem starren Bildschirmausschnitt statt. Stattdessen nutzt das Spiel Side-Scrolling.
Super Mario Bros. entstand unter der Federführung von Shigeru Miyamoto, dem Schöpfer von Donkey Kong, und Takashi Tezuka. Die Musik des Spiels komponierte Kōji Kondō. Das Spiel war eines der letzten Modulspiele für das Famicom. Es wurde innerhalb von acht Monaten parallel zu The Legend of Zelda (FDS, 1986) entwickelt.
Super Mario Bros. ist eines der einflussreichsten Videospiele. Es hat das Jump-’n’-Run-Genre wesentlich geprägt und diente vielen Spieleentwicklern als Inspiration. Zur Zeit seiner Veröffentlichung wie auch größtenteils rückblickend hat die Fachpresse fast alle Elemente des Spiels positiv bewertet, insbesondere das Spielprinzip und die Gestaltung der Spielabschnitte. Mit etwa 40 Millionen abgesetzten Einheiten war Super Mario Bros. jahrzehntelang das meistverkaufte Videospiel. Seine Veröffentlichung ermöglichte es Nintendo, mit dem NES den nordamerikanischen Videospielmarkt nach einer Phase der wirtschaftlichen Stagnation zu revitalisieren. Nintendo hat das Spiel, das die erfolgreiche Super-Mario-Reihe begründete, mehrmals für andere Konsolen umgesetzt, neuaufgelegt oder wiederveröffentlicht.

## Spielbeschreibung

### Hintergrundgeschichte
Eines Tages wurde das Pilzkönigreich von den Koopa besetzt, einem Stamm von Schildkröten, die mächtige dunkle Magie einsetzen können. Ihre Magie wurde verwendet, um alle Bewohner des Königreiches in leblose Objekte wie Steine, Ziegel und sogar Rosshaar zu verwandeln und so den Untergang des Königreichs zu verdeutlichen. Nur Prinzessin Peach kann den Zauber rückgängig machen und ihr Volk wieder zum Leben erwecken, aber sie wird von Bowser selbst gefangen gehalten. Der italienische Klempner Mario erfährt von der Notlage der Prinzessin und macht sich auf den Weg durch 32 Level, um den Schildkrötenstamm zu stürzen und das einst friedliche Königreich zu retten.

### Spielprinzip
Super Mario Bros. ist in acht Welten unterteilt, von denen jede vier Spielabschnitte enthält. Mario (oder im Falle eines zweiten Spielers sein Bruder Luigi) muss das Level beenden, indem er über verschiedene Lücken springt und den Feinden aus dem Weg geht. Mario kann mehrere Plattformen benutzen (einige von ihnen kollabieren, wenn Mario auf ihnen landet), Treppen im Level sowie Trampoline. Es gibt auch Warp-Röhren auf dem Weg, von denen Mario einige betreten kann, um verschiedene geheime Münzräume zu besuchen, bevor er zum Level zurückkehrt, etwas weiter vorne als bei seiner Abreise.

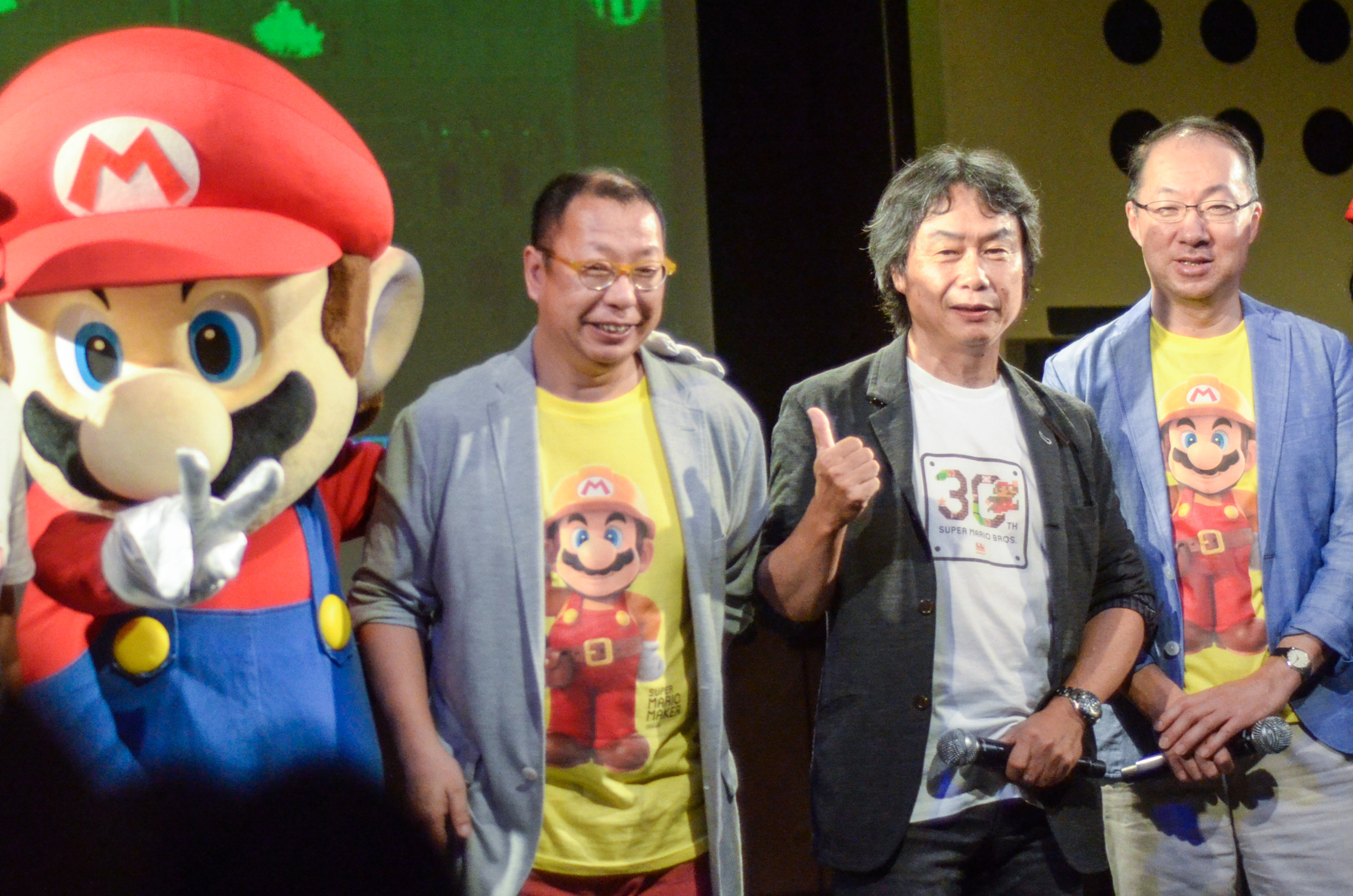
Takashi Tezuka, Shigeru Miyamoto und Kōji Kondō am 13. September 2015 auf dem Super Mario 30th Anniversary Festival in Shibuya, Tokio

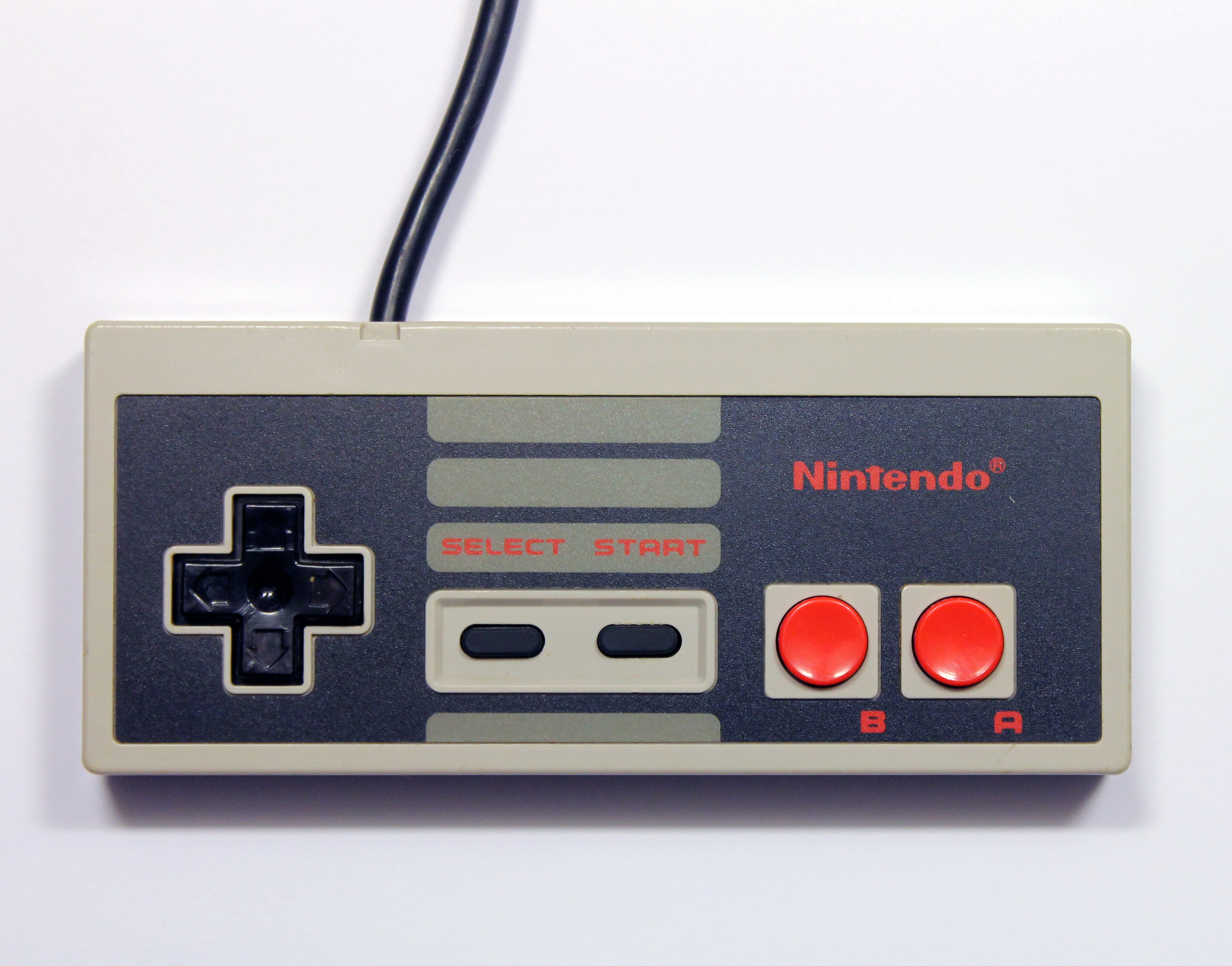
Das Gamepad des NES; links das Steuerkreuz, rechts die Aktionstasten

Zu den Gegnern zählen Gumbas, Koopas, Käfer, Parakoopas, Kugelwillis, Hammer-Brüder und springende Cheep-Cheeps. Alle diese Feinde können besiegt werden, wenn Mario auf sie springt. Koopa Troopas und Käfer verstecken sich in ihrer Schale, wenn der Spieler darauf springt, und Mario kann sie treten, um andere Feinde zu besiegen. Parakoopas verlieren ihre Flügel und fallen zu Boden, wenn Mario auf sie springt. Andere Feinde sind Piranha-Pflanzen und der Stachi-werfende Lakitu, und Mario muss entweder Feuerbälle auf sie schießen oder sie einfach meiden. Es gibt zwei Ebenen, die unter Wasser stattfinden. Mario kann im Wasser frei von oben nach unten schwimmen. Die Feinde in Unterwasserleveln sind Bloopers und Cheep-cheeps. Mario kann diese Kreaturen nur besiegen, indem er sie mit Feuerbällen abschießt.
Wenn der normale Mario einen Treffer bekommt, in eine Grube fällt oder das Zeitlimit abläuft, verliert er ein Leben und startet das Level neu. Der Punkt, an dem Mario weitermacht, hängt davon ab, wie weit er durch das Level gelaufen ist, bevor er besiegt wurde. Entweder von Anfang an oder an einem von mehreren unsichtbaren „Kontrollpunkten“ im gesamten Level. Sinkt die Anzahl von Marios Leben auf null, endet das Spiel und Mario muss seine Reise von vorne beginnen. Wenn der Spieler nach einem Spielende aber die Starttaste drückt, während er die A-Taste auf dem Titelbildschirm gedrückt hält, kann der Spieler am Anfang der zuletzt erreichten Welt weitermachen. In einem 2-Spieler-Spiel beginnen beide Spieler in der gleichen Welt, in der das Spiel des zweiten Spielers geendet hat. Luigi ist an der Reihe, wenn Mario ein Leben verliert. Luigi hat keine besonderen Fähigkeiten im Spiel, die sich von denen von Mario unterscheiden.

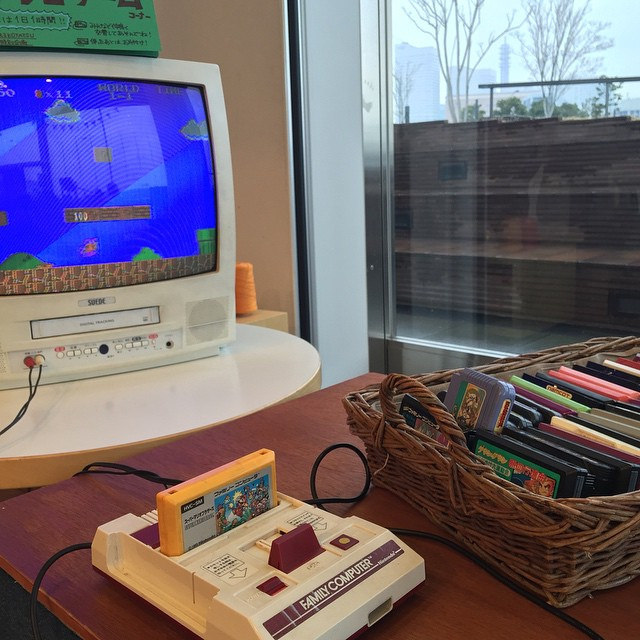
World 1-1 von Super Mario Bros. auf einem Famicom

Mario kann spezielle Power-Ups aus Fragezeichen-Blöcken oder gelegentlich Steinblöcken bekommen. Die meisten der ?-Blöcke, in denen Mario diese Gegenstände findet, sind sichtbar, aber einige sind verborgen und werden erst sichtbar, wenn Mario sie von unten trifft. Mit dem Superpilz verwandelt er sich in Super Mario. Als Super Mario kann er den Treffer eines Feindes einmal überleben, aber verwandelt sich wieder in den regulären Mario. Er kann auch leere Ziegelblöcke zerstören, indem er darunter springt. Zusätzlich kann er auch die Feuerblume bekommen. Mit der Feuerblume verwandelt sich Super Mario in Feuer-Mario, sodass er Feuerbälle auf Feinde abschießen kann, um sie aus der Ferne zu besiegen. Mit dem 1-Up-Pilz erhält er ein zusätzliches Leben. Er kann auch ein Extraleben erhalten, wenn er hundert Münzen sammelt. Mit dem Super-Stern, der nur in Steinblöcken zu finden ist, wird Mario für kurze Zeit unbesiegbar und kann Gegner durch einfaches Berühren besiegen.
Am Ende jedes Levels steht eine Burg mit einem Zielpfahl in der Nähe. Wenn Mario den Zielpfahl erreicht, nimmt er die feindliche Fahne ab und betritt die Burg, um das Level zu beenden. Je höher der Punkt, an dem Mario den Zielpfahl trifft, desto mehr Punkte erhält er.
Das vierte Level jeder Welt spielt in einem Schloss. Sie sind normalerweise mit rotierenden Feuerstäben und Hotheads, die in regelmäßigen Abständen aus der Lava springen, gefüllt. Am Ende eines Burglevels wird Mario in den Welten 1 bis 7 mit einem falschen Bowser und in Welt 8 mit dem tatsächlichen Bowser konfrontiert. Mario und Luigi haben normalerweise keine Möglichkeit, die falschen Bowsers oder den tatsächlichen Bowser zu verletzen und müssen beide die Axt verwenden, um die Brücke zu zerstören und Bowser in die Lava zu befördern oder ihn mit Feuerbällen besiegen (was die wahren Gesichter der Fälschungen ans Licht bringt). Nachdem Mario einen Betrüger besiegt hat, befreit er einen der sieben verbliebenen Toads aus dem Schloss. Dieser spricht zum Zeitpunkt seiner Befreiung den in der Videospiel-Welt als legendär geltenden Satz: „Thank you, Mario! But our princess is in another castle!“ (Danke, Mario! Aber unsere Prinzessin ist in einem anderen Schloss!). Am Ende des Schlosses in Welt 8 befreit Mario die dankbare Prinzessin und beendet sein Abenteuer. Er hat die Wahl, in einer „new quest“ weiterzuspielen. In dieser zweiten Version des Spiels kann der Spieler eine Welt auswählen und einige Level wiederholen, oder aber die 32 Level in abgewandelter Form durchspielen. Alle Gumbas werden durch Käfer ersetzt, alle Bodenfeinde sind auch erheblich schneller, einige Plattformen und Lifte im Aufzugsstil sind kürzer und das Ebenendesign wurde für einige Ebenen geringfügig geändert.

### Steuerung
- Steuerkreuz (links & rechts): Bewegen; die Position auf einer Ranke ändern
- Steuerkreuz (unten): Ducken; eine Warp-Röhre betreten
- Steuerkreuz (oben & unten): an einer Ranke klettern
- A-Knopf: Springen; aufwärts schwimmen
- B-Knopf: Sprinten; Feuerbälle werfen; das Spiel am Ende neu starten; Welt auswählen
- Starttaste: Pausieren; ausgewählte Optionen auf dem Titelbildschirm bestätigen
- Selecttaste: Anzahl der Spieler auf dem Titelbildschirm auswählen

### Charaktere

#### Spielbar
- Mario: Er ist der Held der Geschichte und beruflich Klempner. Er kann hoch springen und mithilfe der Feuerblume Feuerbälle werfen. Er trägt rote Kleidung und eine blaue Latzhose.
- Luigi: Marios jüngerer Bruder und Partner in der Klempnerei. Er besitzt die gleichen Fähigkeiten wie Mario. Um ihn von seinem Bruder zu unterscheiden, ist seine Kleidung grün und seine Latzhose ist weiß.

#### Nicht spielbar
- Prinzessin Peach: Die Monarchin des Königreiches. Sie ist als einzige in der Lage, Bowsers Zauber umzukehren.
- Toad: Kleine Wesen mit einem pilzähnlichen Hut. Sie sind sieben an der Zahl und wurden von Bowser gefangen genommen.

#### Gegner
- Blooper: Krakenähnliche Gegner, die unter Wasser leben. Ihre Taktik besteht darin, Mario im Wasser zu verfolgen.
- Kugelwilli: Raketen mit Augen und Armen. Sie werden entweder von Willi-Blastern abgefeuert oder erscheinen von selbst.
- Käfer: Kleine Schildkröten mit einem dunkelblauen Panzer. Sie agieren genauso wie Koopas, mit dem Unterschied, dass sie immun gegen Feuerbälle sind.
- Cheep-Cheep: Ein kugeliger Fisch. Die roten Exemplare sind schneller als die grauen. In zwei Leveln können sie zudem springen.
- Feuerstab: Bestehend aus mehreren Feuerbällen bewegen sie sich im oder gegen den Uhrzeigersinn. Ihre Länge variiert.
- Hammer-Bruder: Gepanzerte Koopas, die Hämmer werfen und zwischendurch springen.
- Parakoopa: Koopas mit Flügeln. Die Roten schweben über dem Boden, die Grünen springen umher.
- Koopa: Bowsers schildkrötenähnliche Soldaten. Wenn man auf sie springt, verkriechen sie sich in ihren Panzer. Die Roten kehren um, wenn sie auf eine Grube treffen.
- Lakitu: Diese speziellen Koopas tragen Brillen und werfen von ihrer Wolke aus unendlich viele Stachi-Eier.
- Gumba: Ein pilzähnlicher Gegner und Verräter des Pilzkönigreiches. Er kehrt vor einer Grube nicht um.
- Hothead: Feuerballähnlicher Wächter der Festungen. Sie springen aus der Lava, um Mario zu schaden.
- Stachi: Lakitus stacheliges Haustier. Wegen seiner Stacheln kann man ihn nur mit Feuerbällen besiegen.
- Piranha-Pflanze: Fleischfressende Pflanze, die in Röhren lebt. Sie kommen nicht raus, wenn Mario direkt auf oder neben dem Rohr steht.

#### Bosse
- Falscher Bowser: Gegner, der sich als Bowser tarnt. Mit fünf Feuerbällen kann man ihn besiegen und seine wahre Gestalt ans Licht bringen.
- Bowser: König der Koopas und Entführer der Prinzessin. Er speit Feuer und kann Hämmer werfen.

### Gegenstände

#### Power-Ups
- Superpilz: Ein gelb-roter Pilz. Verwandelt Mario in Super Mario.
- Münze: Häufigster Gegenstand im Spiel. Sammelt Mario 100 davon, bekommt er ein Extraleben.
- Feuerblume: Verwandelt Super Mario in Feuer-Mario.
- Superstern: Macht Mario für kurze Zeit unverwundbar. Ähnelt einem Stern mit Augen.
- 1-Up-Pilz: Ein gelb-grüner Pilz. Damit bekommt Mario ein Extraleben. Meistens sind sie versteckt.

## Entstehungsgeschichte

### Vorgeschichte

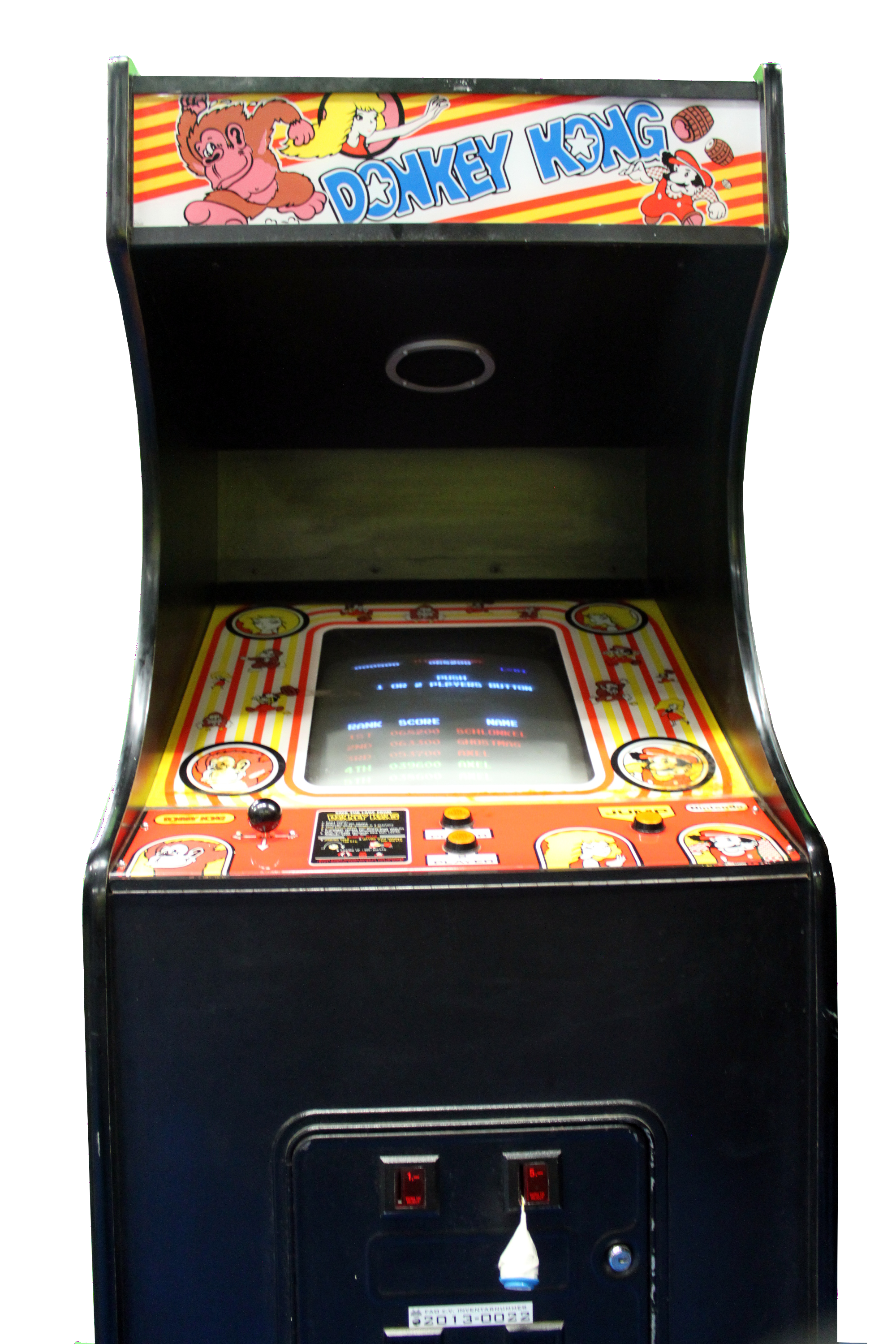
Der Arcade-Automat Donkey Kong von 1981 ist der erste Auftritt der Spielfigur Mario. Der Erfolg des Spiels diente Nintendo als Fundament für das Famicom und fungierte als Startpunkt der Karriere seines Entwicklers Shigeru Miyamoto.

Der 1977 bei Nintendo eingestellte Industriedesigner Shigeru Miyamoto (* 1952) entwickelte mit dem späteren Game-Boy-Erfinder Gunpei Yokoi (1941–1997) Titel wie Donkey Kong (Arcade, 1981) und Mario Bros. (Arcade, 1983). Der Erfolg dieser Spiele ermöglichte Nintendo 1983 mit dem Famicom den Einstieg in den Heimkonsolenmarkt. Später führte der Konzern die Konsole als Nintendo Entertainment System (NES) auch in die westlichen Märkte ein. Mittlerweile hatten die Videospielindustrie als Folge des sogenannten „Video Game Crash 1983“ starke Einbußen erlitten und Nintendo Marktanteile in der Arcadespiel-Branche verloren. Außerdem schwand die Bedeutung des bis dato wichtigsten Nintendo-Charakters Donkey Kong, während die bis dahin eher vernachlässigte Spielfigur Mario, die ihr Debüt ebenfalls in Donkey Kong gegeben hatte, gestärkt dastand. Da der damalige Konzernpräsident Hiroshi Yamauchi (1927–2013) den Fokus seines Unternehmens auf Heimkonsolen verlegte, rief er 1983 die Entwicklungsabteilung Nintendo Research & Development 4 (R&D4) ins Leben und beauftragte sie damit, neue Famicom-Spiele zu produzieren. Yamauchi setzte als leitenden Spieleentwickler jener Abteilung Miyamoto ein.
R&D4 entwickelte zunächst Spiele unterschiedlicher Genres, in denen weder Mario noch Donkey Kong auftraten, etwa Devil World (NES, 1984), Excitebike (NES, 1985) oder Ice Climber (NES, 1985). In diesen Spielen experimentierte Miyamoto unter anderem mit der Side-Scrolling-Technik, die er ursprünglich bereits in Donkey Kong einsetzen wollte.

### Zielsetzung und Teamgründung

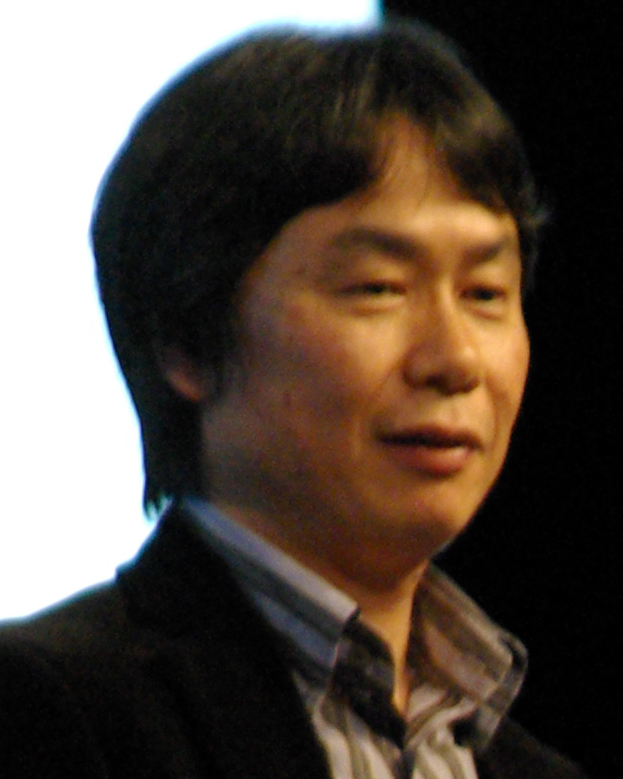
Projektleiter Shigeru Miyamoto

Mit Donkey Kong hatte Nintendo eine neue Art von Spielen begründet, die unter der nachträglich etablierten Genrebezeichnung „Jump ’n’ Run“ katalogisiert wird. In den folgenden Jahren verlor Nintendo zunehmend die Genreführung an andere Hersteller. Miyamoto, der das Genre als Nintendos eigene Schöpfung betrachtete, versuchte daher mit einem neuen, ehrgeizigen Projekt, den Anschluss im Genre wiederzufinden. Zu dieser Zeit war Nintendos Famicom-Spiele-Repertoire in Serien wie die Action- oder die Arcade-Serie unterteilt. Um das Angebot anzureichern, ordnete Yamauchi die Produktion von Adventure-Spielen für das Famicom an. Jene Titel sollten handlungsbetonter als vorherige sein und von der Rechenleistung des Famicom profitieren. Da in Japan die Markteinführung des diskettenbetriebenen Famicom Disk System (FDS) bevorstand, sollte das neue Adventure-Projekt der Schwanengesang der Famicom-Modultechnik werden. Dazu gewährte Yamauchi Miyamoto und dessen Team so viel Entwicklungszeit, wie benötigt wurde.
Miyamoto war der Leiter des neuen Projektes. Der im April 1984 eingestellte Takashi Tezuka (* 1960) fungierte als Co-Director. Beide waren somit für das Spielkonzept, das -Universum sowie die -Abschnitte verantwortlich. Für die technische Realisierung des Spiels waren die Programmierer Toshihiko Nakagō (* 1957/1958) und Kazuaki Morita (* 1965) vom externen Unternehmen Systems Research & Development (SRD) zuständig. Der von vielen Quellen als dritter Programmierer benannte Yasunari Nishida war nicht an Super Mario Bros. beteiligt. Der Videospielkomponist Kōji Kondō (* 1961) zeichnete für die Musik und die Soundeffekte verantwortlich, während der japanische Animator Yōichi Kotabe (* 1936) als Illustrator beitrug. Die Produzenten-Rolle bekleidete der damalige R&D4-Abteilungsleiter Hiroshi Ikeda (* 1934), während Yamauchi ausführender Produzent des Projektes war.

### Projektbeginn
Aus dem Adventure-Projekt gingen zwei verschiedene Spiele hervor: ein Jump ’n’ Run für das Famicom sowie ein Adventure für Arcade-Automaten. Miyamoto und sein Team arbeiteten an beiden Spielen parallel, indem sie ihre vielen Ideen für das Projekt je einem der beiden Spiele zuteilten. Trotzdem beeinflussten sich beide Produktionen gegenseitig. Zur Abgrenzung sollten das Jump-’n’-Run-Spiel linear und das Adventure-Spiel nonlinear werden.
Ursprünglich rechnete das Team damit, das Adventure-Spiel als erstes zu vollenden. Als sich dessen Fertigstellung verzögerte, legte das Team seinen Fokus auf das Jump-’n’-Run-Spiel, da eines der beiden Spiele noch 1985 auf den Markt kommen sollte. Inzwischen hatte sich die Serieneinordnung des Jump-’n’-Run-Spiels geändert, sodass es fortan der Famicom-Action-Serie angehörte. Das Adventure-Projekt kam schließlich erst Anfang 1986 unter dem Titel The Legend of Zelda für das FDS auf den Markt.

### Konzeptfindung
Da das Projekt für Miyamoto die erste Gelegenheit war, als Director mit zeitgemäßer Technik zu arbeiten, legte er drei Hauptmerkmale fest, die die Famicom-Rechenleistung ausnutzen sollten: Eine groß dargestellte Spielfigur, ein farbenfroher Hintergrund sowie Side-Scrolling. Letztgenannte Zielsetzung ließ sich mit einem simultanen Zweispielermodus wie etwa in Mario Bros. nicht vereinen, sodass das Team einen solchen für ihr neues Projekt verwarf.
Im Dezember 1984 entwickelten die SRD-Programmierer unter Miyamotos Anweisung einen ersten Prototyp des späteren Super Mario Bros., in dem eine doppelt so große Spielfigur wie in Mario Bros. umhersprang. Als Platzhalter für die Spielfigur nutzte dieser Prototyp ein Rechteck mit den Maßen 16 × 32 Pixel. Dem Projekt war zu diesem Zeitpunkt noch keine spezifische Spielfigur zugeordnet. Erst nachdem Tezuka vom Erfolg der Famicom-Portierung von Mario Bros. erfahren hatte, schlug er vor, dessen Protagonist Mario als Spielfigur in das neue Projekt zu integrieren.
Nachdem das Team entschieden hatte, neben horizontalem auch vertikalen Levelfortschritt in das Spiel einzubauen, entstanden die Himmels- und Unterwasser-Abschnitte. Am 20. Februar 1985 unterschrieb Miyamoto die finalen Spezifikationen des Projektes. „Das ursprüngliche Konzept von Super Mario [Bros.] hat von einem dynamischen, athletischen Spiel gehandelt, das auf dem Land, zu Wasser und in der Luft gespielt wird, und bei dem eine große Figur gesteuert wird“, fasste Tezuka 2009 die Pläne zusammen. Der Projektname des Spiels lautete Mario Adventure oder Mario’s Adventures.
Dank der durch die Arbeiten an Excitebike und Devil World gewonnenen Erfahrung konnte das Team die große Spielfigur sowie das Side-Scrolling realisieren. Außerdem gingen Ideen aus den Vorgängerspielen in das Projekt ein. Mario Bros. entnahm das Team die Spielelemente Blöcke, Röhren und Schildkröten. Auch tauchte Marios Bruder Luigi, der im Zweispielermodus von Super Mario Bros. gesteuert wird, erstmals in Mario Bros. auf. Der Ausgangspunkt für das Konzept der Warp-Zonen war die Levelauswahl in der Arcade-Version von Excitebike. Die Steuerung der Unterwasser-Abschnitte ist durch Balloon Fight (NES, 1984) und Ratschläge von dessen Programmierer Satoru Iwata beeinflusst.

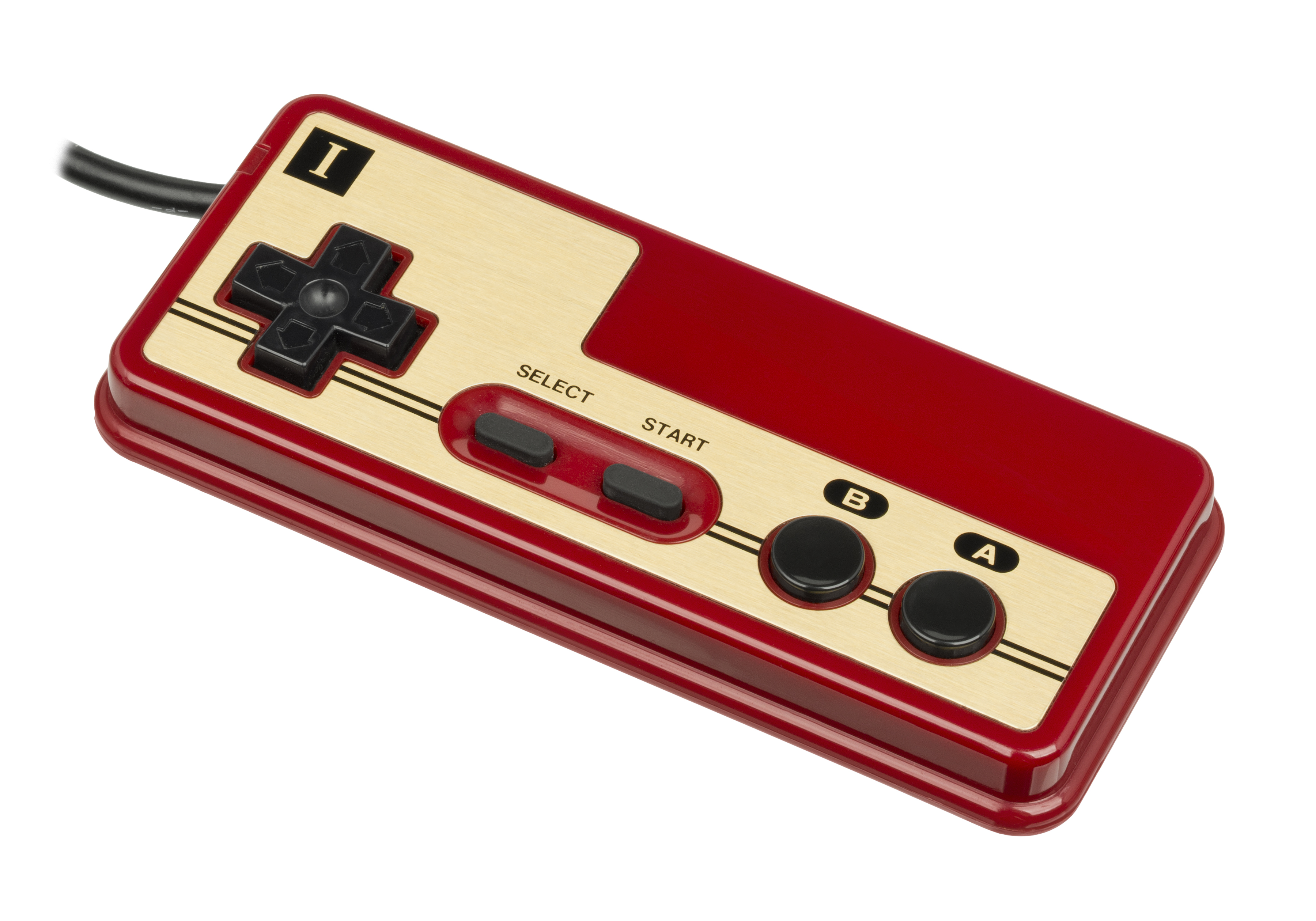
Ursprünglich sprang die Spielfigur mithilfe des Steuerkreuzes. Abgebildet: Famicom-Controller

Mit zunehmendem Projektfortschritt änderte sich das hinter dem Projekt stehende Konzept. Das Team erachtete es bald als für den Spieler zufriedenstellender, wenn die Spielfigur nicht während des gesamten Spielverlaufs in ihrer vollen Größe erscheine. Daher führten Miyamoto und Tezuka die Verwandlung von Normal- zu Super Mario in das Projekt ein, die auch für Luigi ermöglicht wurde. Davon leitet sich der Titel des Spiels ab (Super Mario Bros. bedeutet etwa „Super-Mario-Brüder“).
Außerdem distanzierte sich das Team von den ursprünglichen Steuerungsplänen. Zunächst war angedacht gewesen, dass der Spieler die Spielfigur mit der Oben-Taste des Steuerkreuzes springen und mit der A-Taste Geschosse abfeuern lasse, die in im Himmel angesiedelten Shoot-’em-up-Passagen zum Einsatz kommen sollten. Letztlich verwarfen die Entwickler die Shoot-’em-up-Abschnitte, gestalteten die Geschosse in Feuerbälle um und legten das finale Steuerungsschema fest, bei dem die B-Taste sowohl zum Rennen als auch zum Abschießen von Feuerbällen verwendet wird. Dadurch war es den Entwicklern möglich, die Sprung-Aktion auf die A-Taste auszulagern.

### Fiktives Universum
Sobald die Funktionen des Spiels feststanden, bestimmten Miyamoto und Tezuka die dazu passenden Formen und erschufen so das fiktive Universum von Super Mario Bros. Dabei folgten sie einer Philosophie des Miyamoto-Mentors Yokoi, der zufolge zunächst die Funktion und erst dann die Form eines Spielelementes festzulegen sei. So etwa einigten sich Miyamoto und Tezuka auf die Funktion, die Spielfigur in einen größeren Zustand verwandeln zu können, legten jedoch erst später fest, welche Form dieses Element annehmen solle.
Miyamoto äußerte, bei der Festlegung der Formen womöglich unbewusst durch Geschichten wie Alice im Wunderland, Schneewittchen und Dornröschen beeinflusst worden zu sein. Ferner flossen Kindheitserinnerungen von Miyamoto ein, der als Kind Gebirgslandschaften und Höhlen erkundet hatte. Die Behauptung, die die Spielfigur verwandelnden magischen Pilze seien Alice im Wunderland entnommen, dementierte Miyamoto. Stattdessen sei die Form dadurch inspiriert worden, dass Pilze seit jeher mit magischen Welten assoziiert würden. Infolge des Pilz-Power-ups tauften die Entwickler die Spielwelt „Pilzkönigreich“ und legten darauf basierend das Fundament der Handlung fest.
Die Idee, dass die Spielfigur problemlos in den Himmel reisen solle, konnte das Team nicht wie ursprünglich geplant umsetzen. In einer zweiten Fassung des Konzeptes sollte die Spielfigur den Himmel erreichen, indem sie Wolken hinaufklettere – auch dies war nicht möglich, da die Programmierer das dafür erforderliche vertikale Scrolling nicht zu realisieren vermochten. Tezukas Lösung bestand darin, die Spielfigur den Himmel erreichen zu lassen, indem sie eine aus einem Block auftauchende Bohnenstange hinaufklettert. Als Inspiration dafür benannte Tezuka Hans und die Bohnenranke. Nun sollten am Boden und im Himmel angesiedelte Levelabschnitte strikt voneinander getrennt sein. Inspiration für die Himmelsabschnitte lieferte dabei der klassische chinesische Roman Die Reise nach Westen.
Alakazam – König der Tiere, ein auf jenem Roman basierendes Anime-Musical, inspirierte den Endgegner von Super Mario Bros. Sollte dieser ursprünglich Donkey Kong sein, gestaltete Miyamoto später eine Figur, die auf dem Ochsen-König aus Alakazam basiert. Miyamotos erster Entwurf ähnelte einer Schildkröte und unterscheidet sich von König Koopas finaler Gestaltung. Dessen Name „Koopa“ rührt von einem koreanischen Gericht namens Gukbap, das in Japan als クッパ, Kuppa, bekannt ist.
Das Spielmodul von Super Mario Bros. umfasst eine Speichergröße von 40 Kilobyte und kann maximal 256 Sprites von höchstens je 8 × 8 Pixeln Größe enthalten. Daher gingen die Entwickler insbesondere bei der Grafik des Spiels speicherplatzsparend vor. Indem etwa der Gegnerart Koopa Flügel hinzugefügt wurden, entstand eine neue Gegnerrasse namens Parakoopa. Außerdem nutzten die Programmierer für die Wolken und die Büsche im Spiel das gleiche Sprite, das lediglich unterschiedlich eingefärbt ist. Des Weiteren gestalteten die Entwickler zahlreiche Grafik-Elemente im Spiel symmetrisch, damit sie sie halbieren und spiegeln und dadurch die Hälfte des erforderlichen Speicherplatzes sparen konnten. Dieses Vorgehen wandten die Entwickler bei der Gestaltung von Items oder Gegnern wie den Gumbas an. Letztere sind grafisch einfach aufgebaut, da sie die letzte im Spiel aufgenommene Gegnerspezies darstellen.
Für das Sprite-Design von Mario war Tezuka zuständig. Er änderte das in Mario Bros. genutzte blau-rot-Farbschema der Figur in rot-braun um, damit der Spieler sie vor dem blauen Hintergrund gut erkennen kann. Im Vergleich zu seinen früheren Auftritten erscheint Mario in Super Mario Bros. breiter und größer, da für seine Sprites mehr Pixel zur Verfügung standen. Dies ermöglichte es Tezuka, Marios Darstellung mit mehr Details wie etwa einer längeren Nase und größeren Augen zu versehen, die ihn wie eine Cartoon-Figur wirken lassen. Luigi erhielt ein Farbschema mit weißen Overalls, während wegen technischer Limitierungen sowohl sein Shirt als auch seine Augen, Haare und sein Bart grün gefärbt sind.

### Leveldesign
Die Zielsetzung für das Leveldesign von Super Mario Bros. sah vor, dass der Spieler im Idealfall etwa eine Minute benötigen solle, um einen der 32 Spielabschnitte durchzuspielen. Die daraus bestimmte Richtlevellänge betrug etwa 20 Bildschirme. Der längste Level im fertigen Spiel ist 32 Bildschirme lang, während die meisten anderen weitaus kürzer sind.
Tezuka und Miyamoto gestalteten die Level und zeichneten sie auf Millimeterpapier, um sie von den SRD-Programmierern technisch umsetzen zu lassen. Bei der Levelgestaltung versuchten sie, die zu erwartenden Reaktionen der Spieler vorherzusehen. Ursprünglich sollte Super Mario Bros. fünf Welten umfassen. Da sich Miyamoto acht Welten wünschte, was wegen des knappen Speicherplatzes problematisch war, tauchen einige Segmente in nur leicht veränderter Form gleich in mehreren Levels auf. Dadurch konnte das Team möglichst viele Level mit nur geringem Speicherplatz erstellen.
Nach dem Kundentest einer frühen Version des Spiels erreichten die Entwickler Beschwerden über den hohen Schwierigkeitsgrad. Während dieser Projektphase befanden sich die nach Ansicht der Entwickler spaßigsten Level am Anfang des Spiels. Infolge der Rückmeldungen ordneten die Entwickler die Level ihrem Schwierigkeitsgrad nach an, sodass dieser vom Anfang bis zum Ende des Spiels kontinuierlich ansteigt. Dazu verschoben sie die ursprünglich für den Spielbeginn vorgesehenen Level in die dritte und die fünfte Welt und gestalteten einige Level um oder von Grund auf neu. Aufgrund dessen sind mehr Level für Super Mario Bros. gestaltet worden, als die finale Version enthält. Überreste einiger verworfener Level sind noch im Programmcode vorhanden. Eines davon ist durch die Ausnutzung eines Programmierfehlers noch in der finalen Version für den Spieler zugänglich (siehe auch Abschnitt „Programmfehler und Easter Eggs“).
Den ersten Level des Spieles gestalteten die Entwickler erst zum Schluss und überarbeiteten ihn danach noch mehrfach. Er sollte dem Spieler als subtiles Tutorial die Grundlagen des Spielprinzips beibringen (siehe auch Abschnitt „Design von Welt 1-1“).

### Ton

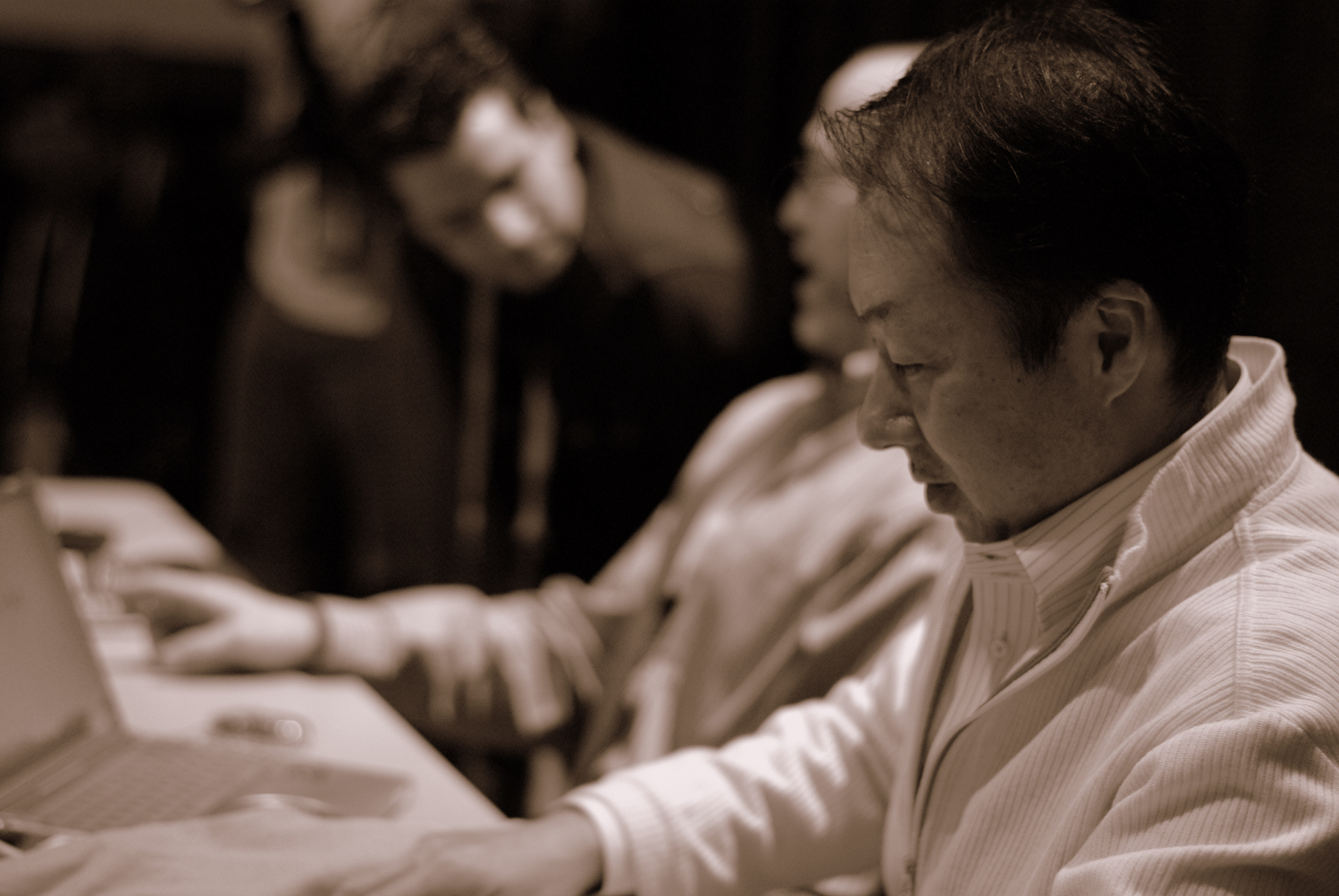
Kōji Kondō verantwortete den Ton des Spiels

Da das Famicom/NES Musik und Toneffekte über die CPU generiert, berücksichtigten die Entwickler von Super Mario Bros. schon zu Beginn der Arbeiten die durch den Ton anfallende CPU-Auslastung. Um diese abschätzen zu können, bevor eigens für das Spiel erstellte Töne parat standen, dienten Musikstücke und Soundeffekte aus Excitebike als Platzhalter.
Für den finalen Ton von Super Mario Bros. war der Nintendo-Komponist Kōji Kondō zuständig. Die an ihn gerichteten Vorgaben für die Hauptmelodie sahen ein lustiges Stück „im Western-Stil, Schlagwerk und eine Art Peitschenknall“ vor, während die Untergrund-Musik düster wirken und die Unterwasser-Akustik „blubbernde Klänge“ umfassen sollte.
Kondō komponierte für den Soundtrack je eine Melodie für die Oberwelt-, die Untergrund-, die Unterwasser- und die Burglevel sowie ein Stück, das während des Besitzes eines Sterns spielt. Der Soundtrack zählt zu den Genres lateinamerikanische Musik, Pop und Jazz. Die Oberwelt-Melodie, eine „Jazz-Ballade“, fungiert als Titelmelodie von Super Mario Bros. Zudem erstellte Kondō eine Reihe von Toneffekten und kurzen Musikeinspielungen.
Während des frühen Entwicklungsstadiums begann Kondō mit seinen Arbeiten. Er nahm sich vor, Musik zu schreiben, die sich von damaliger Videospielmusik abhebt. Die Musik sollte zudem die Steuerung sowie die Bewegungen der Spielfigur akzentuieren. Das erste von Kondō komponierte Stück war die Unterwassermelodie, deren Erarbeitung er als einfach beschrieb. Anschließend verfasste Kondō mit Hilfe eines kleinen Pianos den ersten Entwurf der Hauptmelodie. Dabei orientierte er sich an einem Prototyp des Spiels, in dem die Spielfigur vor einem leeren Hintergrund rannte und sprang, und versuchte, dessen Rhythmus zu imitieren. Als die Entwicklung des Spiels Fortschritte zeigte, hielt Kondō diesen Entwurf nicht mehr für passend und überarbeitete das Oberwelt-Thema. Er nutzte einen flotteren Rhythmus, der besser zu den Bewegungen der Spielfigur passte.
Einige Soundeffekte dienen im Spiel aus Speichergründen zur Untermalung mehrerer Aktionen. So ist etwa die Toneinspielung bei der Rückverwandlung der Spielfigur in ihren Normalzustand identisch zum Klang beim Betreten einer Röhre.

### Programmfehler und Easter Eggs
Einige Programmfehler („Glitches“) in Super Mario Bros. erfuhren eine gesonderte Rezeption. Der sogenannte „Minus-World“-Glitch gilt dabei als bekanntester Programmfehler in der Videospielindustrie. Aufgrund der bei Rückwärtssprüngen ungenauen Kollisionserkennung des Spiels ist es möglich, mithilfe eines besonderen Sprungmanövers am Ende von Level 1-2 durch die Wand zu springen und die Warp-Zone zu betreten. Wird hier in der nichtjapanischen Version die erste der drei Röhren verwendet, landet die Spielfigur in einem Unterwasser-Level mit der Bezeichnung „World -1“, der dem Level 7-2 ähnelt. Diesen Level kann der Spieler nicht absolvieren, da die Röhre am Ende des Levels die Spielfigur wieder zum Beginn des Levels führt.
Aus technischer Sicht handelt es sich dabei um die im Spiel sonst nicht regulär erreichbare Welt 36-1, wobei Zeichen 36 (hexadezimal 24) ein Leerzeichen darstellt. Wenn Mario etwa die Mitte einer Warp-Zone erreicht, wird der Bildschirm angehalten und durch ein Skript die der Welt entsprechende Warp-Zone geladen, wobei die Warp-Zone aus Welt 4-2 standardmäßig im Speicher ist (in diesem Fall ändern sich somit die entsprechenden Bytes von hexadezimal 24 05 24, was der Standard-Warpzone entspricht, zu 02 03 04 für die Ausgänge zu den Welten von 2 bis 4 für die Warpzone in Welt 1-2). Da das Leerzeichen als Weltnummer ausgegeben wird, sieht Welt 36-1 somit wie „-1“ aus. Wären die Bytes stattdessen standardmäßig mit 00 beschrieben, würde der Spieler lediglich den normalen Ausgang aus der Höhle zum Ende des Levels nehmen, dies ist jedoch ohne Veränderung der ROM oder des RAM nicht möglich, da die Bytes nicht mit 00 beschrieben werden. Wenn das Spiel versucht, die Welt 36 zu laden. sucht es das entsprechende Byte weit hinter der programmierten Tabelle für Welten nach und findet im Bereich der Gegnertabelle einen Wert, der dem Unterwasserteil von Welt 7-2 entspricht. Das Spiel lädt somit das als Welt 7-2 gebaute Level als Welt 36-1, da aber für Welt 36-1 kein Röhrenausgang festgelegt ist, wird das Level aus Welt 7-2 beim Betreten der Röhre immer wieder von Anfang an geladen.
In der Famicom-Disc-System-Version von Super Mario Bros. macht die Ausnutzung dieses Programmierfehlers mehrere derartige Level zugänglich, die der Spieler auch bewältigen kann. Der Videospielhistoriker Steve L. Kent bezeichnete diesen Programmfehler als Easter Egg, das den Spieler ganz neue Welten erkunden lasse. Miyamoto äußerte, dass der Fehler von den Entwicklern nicht intendiert gewesen sei. Da er das Spiel nicht abstürzen lässt, könne er jedoch als eine Art Feature angesehen werden.
Ein weiterer Trick im Spiel ermöglicht es dem Spieler, schnell an eine hohe Anzahl an Extraleben zu gelangen. Dazu muss die Spielfigur am Ende des Levels 3-1 wiederholt in sehr kurzen Abständen auf den Panzer eines Koopas springen. Diesen Trick bauten die Entwickler bewusst in das Spiel ein. Somit handelt es sich um ein Easter Egg.

### Illustrationen

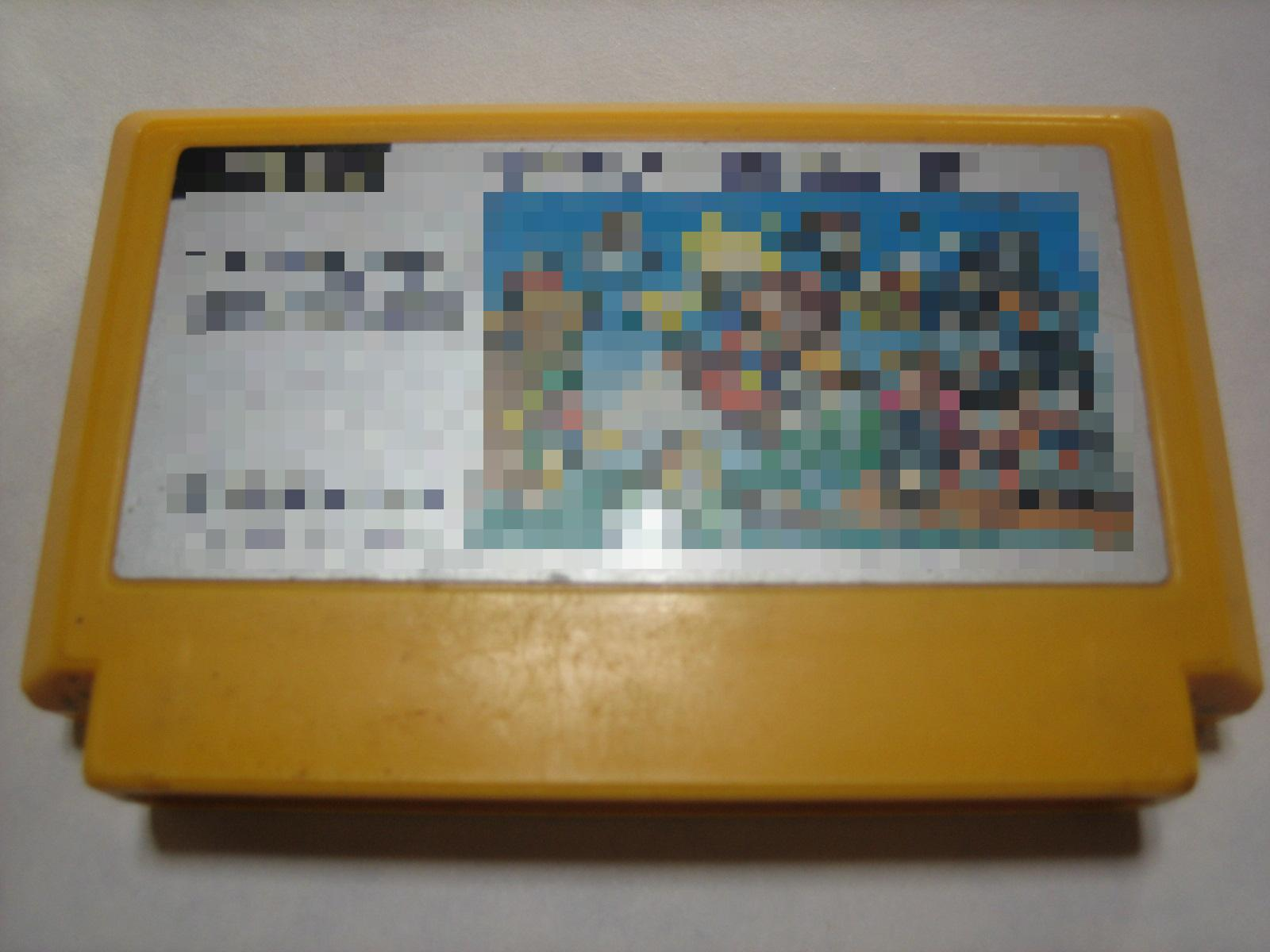
Das Famicom-Modul von Super Mario Bros. ziert eine von Miyamoto gezeichnete Illustration

Das Cover-Artwork des Spiels zeichnete Miyamoto selbst, nachdem es aus Zeitgründen nicht mehr möglich war, einen externen Illustrator anzuheuern. Später erstellte der japanische Anime-Animator und Illustrator Yōichi Kotabe auf Miyamotos Entwürfen aufbauende Illustrationen zu Super Mario Bros., die Nintendo in der Anleitung und der Vermarktung des Spiels einsetzte. Im Vergleich zu Miyamotos Gestaltung wirkt Kotabes Design für Mario runder, freundlicher und ausdrucksvoller. Obwohl Mario im Spiel ein rot-braun-Farbschema aufweist, erscheint er auf den Illustrationen mit blauen Overalls und rotem Shirt. Damit erschuf Kotabe das finale Design für die zentralen Charaktere des Super-Mario-Universums.

## Veröffentlichung

### Veröffentlichung in Japan

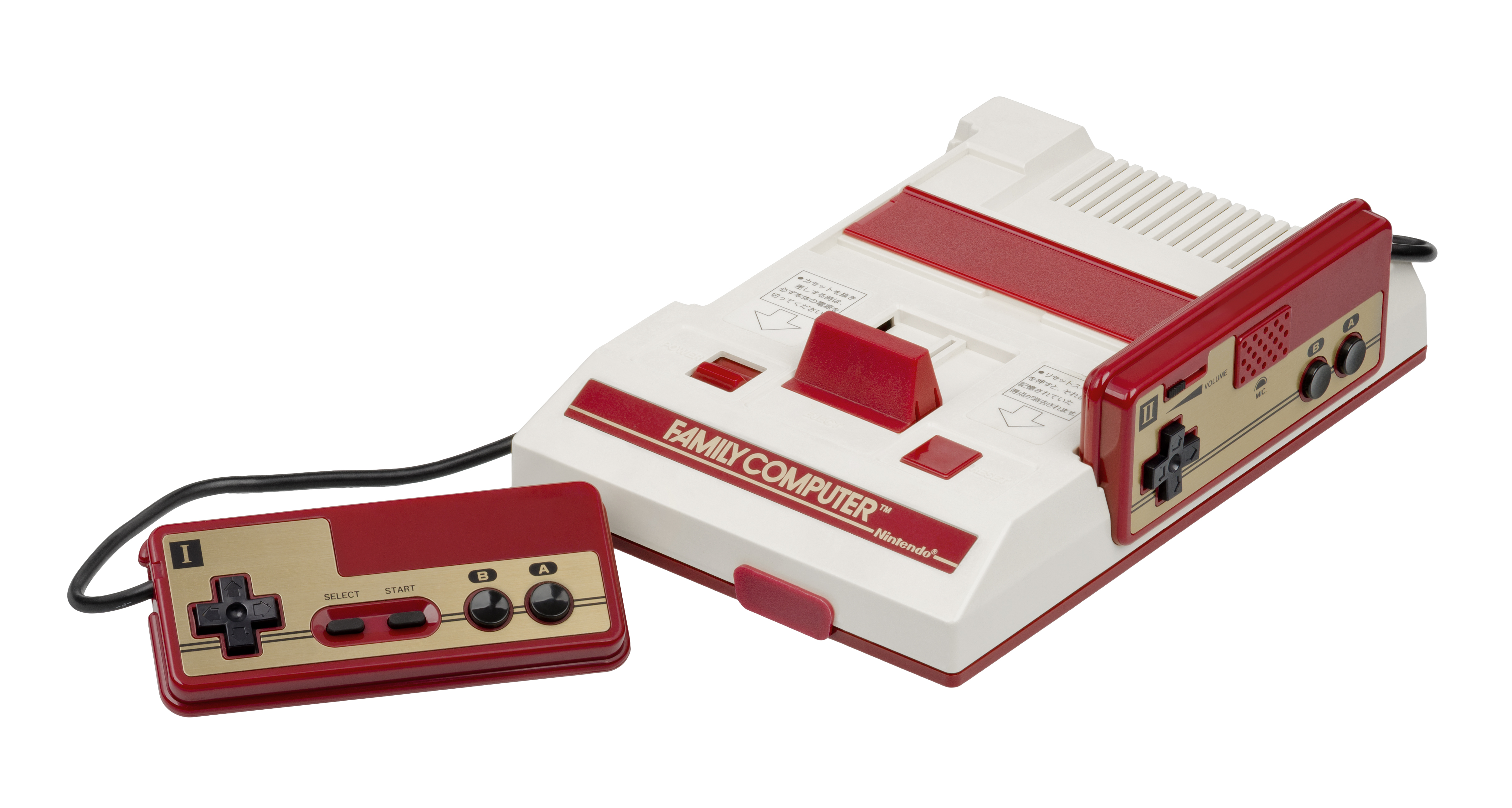
In Japan erschien Super Mario Bros. am 13. September 1985 für das Famicom

Vor seiner Veröffentlichung war Super Mario Bros. innerhalb von Nintendo wenig bekannt. Im Vorfeld wussten beispielsweise Masayuki Uemura, der Chefentwickler des Famicom, oder Verwaltungsdirektor Hiroshi Imanishi nichts von dem Spiel. Dem Konzernpräsidenten Yamauchi und seinem früheren Mentor Yokoi führte Miyamoto das Spiel hingegen bereits während der Prototyp-Phase vor. Sowohl Yamauchi als auch Yokoi reagierten auf das Spiel positiv.
Super Mario Bros. erschien in Japan am 13. September 1985 für das Famicom. Unmittelbar nach seiner Markteinführung kam dem Spiel nur wenig Aufmerksamkeit seitens des Videospielmarktes zuteil und es verbreitete sich zunächst hauptsächlich dank Mundpropaganda. Kurz darauf nahm die Beliebtheit des Spiels insbesondere bei Kindern aufgrund positiver Besprechungen in der japanischen Presse zu. Die Werbespots zum Spiel waren „schlecht gemacht und legten nur wenig Fokus auf das Spiel“ („[they] were rather poorly made and put little emphasis on the game“). Die japanische Markteinführung des Spiels profitierte davon, dass 1985 nur wenige Spiele mit bleibendem positivem Eindruck erschienen waren. Zudem boten die meisten Famicom-Veröffentlichungen des Jahres simple Technik und bekannte Konzepte. Zugleich erschienen jedoch auch technisch anspruchsvollere Titel als Super Mario Bros. Bis Ende des Jahres zog die Verbreitung des Spiels stark an. Es war sowohl bei Kindern als auch bei Erwachsenen sehr beliebt und bei vielen Händlern ausverkauft.
Ab Ende 1985 vertrieb Nintendo das Spiel auch als Bündelangebot zusammen mit der Famicom-Konsole. Dadurch avancierte es zu einem wichtigen Kaufgrund für das Famicom.

### Westliche Markteinführung
Nintendo of America (NoA) entschied 1985, das Famicom in Nordamerika unter dem Namen „Nintendo Entertainment System“ einzuführen. Der damalige NoA-Präsident Minoru Arakawa beauftragte Howard Phillips, den Spielegutachter des Unternehmens, aus dem Spielerepertoire des Famicom jene Titel auszuwählen, die auch in Nordamerika erscheinen sollten. Phillips bestimmte 16 Spiele, darunter Super Mario Bros., das er zum Flaggschiff-Titel für die Amerika-Markteinführung des NES auserkor.
Im Rahmen einer Test-Markteinführung veröffentlichte NoA das NES Ende 1985 in New York City; erst ab Ende 1986 war die Konsole in ganz Nordamerika erhältlich. Ob Super Mario Bros. schon bei den ersten Test-Veröffentlichungen oder erst zur nationalen Markteinführung erhältlich war, ist nicht bekannt. Nintendo selbst gibt als nordamerikanisches Veröffentlichungsdatum den 18. Oktober 1985 an. Das Unternehmen startete eine Werbekampagne zu dem Spiel, das schließlich auch in Nordamerika viele Kunden vom Kauf des NES überzeugte. „Sobald Kinder Super Mario Bros. ausprobierten, landete das NES auf der Wunschliste“ („Once kids tried Super Mario, Nintendo was put on Christmas lists.“), berichtete der Journalist David Sheff 1993.
Um das NES und dessen Flaggschiff-Spiel Super Mario Bros. vor der überregionalen Markteinführung einem breiteren Publikum bekannt zu machen, erschien Anfang 1986 in Nordamerika und vermutlich auch Europa eine Arcade-Portierung des Spiels.
Da in Europa und Australien zu dieser Zeit noch keine eigenen Nintendo-Tochterfilialen existierte, zeichneten unabhängige lokale Distributoren für die Veröffentlichung von Super Mario Bros. in diesen Märkten verantwortlich. In den europäischen Ländern war das Spiel ab Juni 1986 oder ab September 1987 erhältlich; letzterer Termin galt unter anderem für Deutschland, Frankreich und das Vereinigte Königreich. Die Resonanz des hauptsächlich von Heimcomputern dominierten europäischen Spielemarktes auf Super Mario Bros. fiel eher verhalten aus. Durch seine Technik konnte es den europäischen Markt nicht überzeugen, jedoch durch sein Spielprinzip.
In Nordamerika war Super Mario Bros. als selbstständiges Modul sowie als Teil der Konsolen-Bundles NES Control Deck und Nintendo Action Set zu erstehen. Später vertrieb Nintendo das Spiel auch in Form von Multimodulen. So war etwa seit 1988 ein 2-in-1-Modul mit Super Mario Bros. und Duck Hunt (NES, 1984) erhältlich und später folgte ein 3-in-1-Modul, das neben jenen beiden Titeln das Spiel World Class Track Meet (NES, 1988) beinhaltet. 1990 erschien das Multimodul Nintendo World Championships 1990, das Super Mario Bros., Rad Racer (NES, 1987) und Tetris (NES, 1989) umfasst und als eines der seltensten Videospiele gilt. 1991 kam in Europa das Multimodul Super Mario Bros./Tetris/Nintendo World Cup auf den Markt.

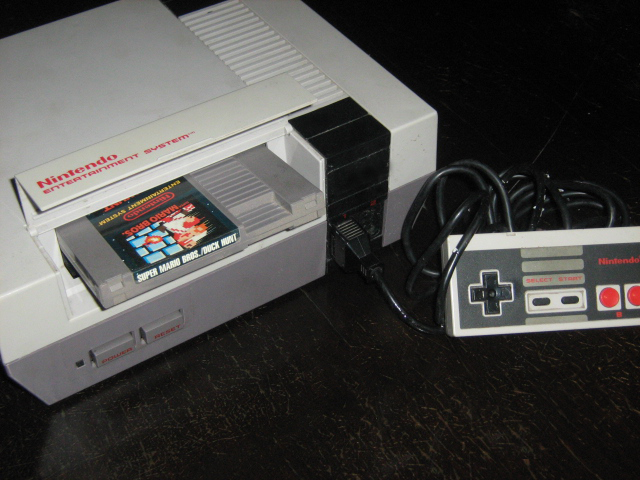
Das Nintendo Entertainment System mit eingelegtem Modul von Super Mario Bros.
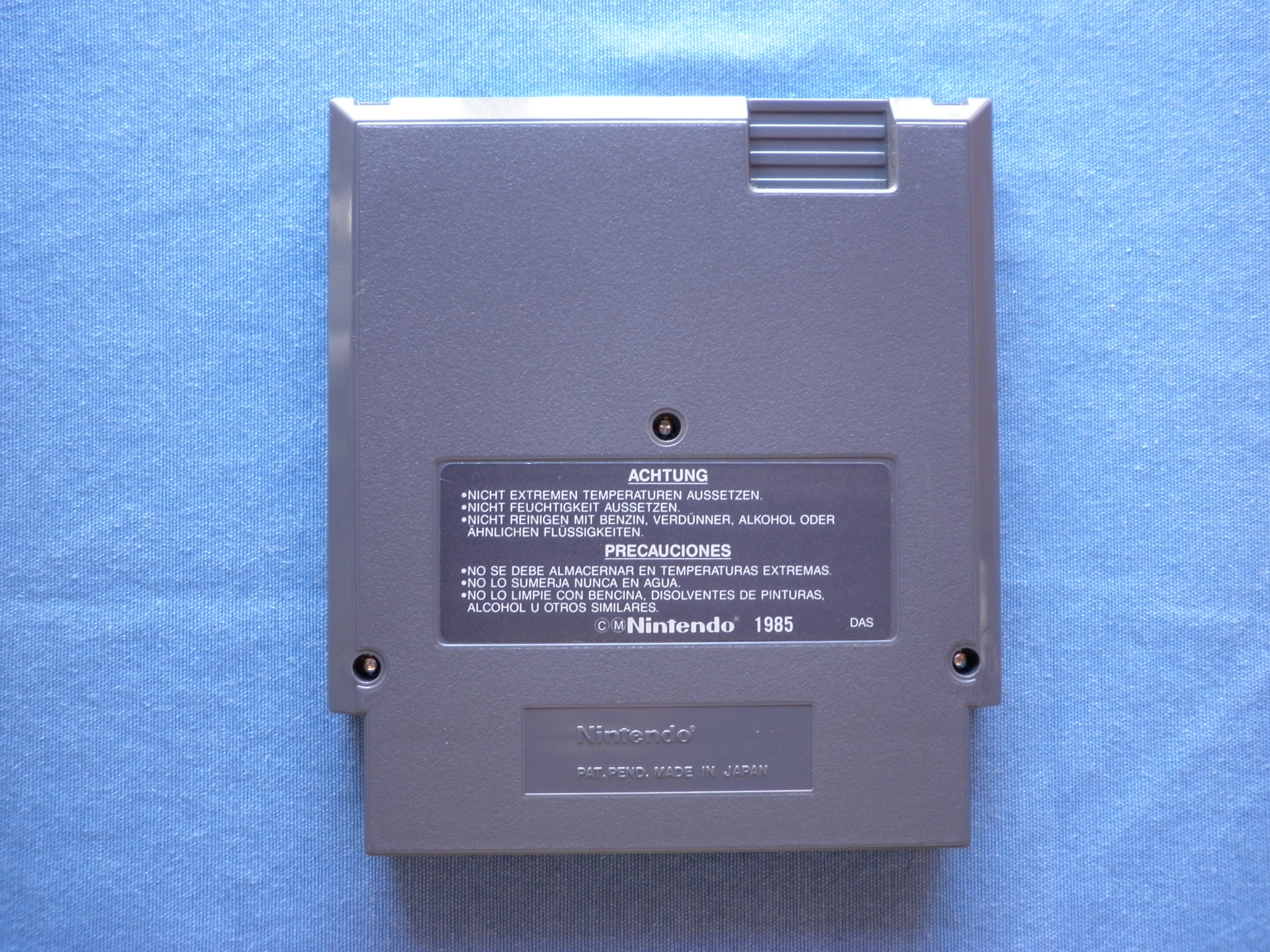
Rückseite des NES-Moduls von Super Mario Bros.

### Globale Verkaufszahlen
Die japanische Videospielorganisation Computer Entertainment Supplier’s Association gab 2002 bekannt, dass Super Mario Bros. in Japan insgesamt etwa 6,81 Millionen Mal verkauft wurde. Die exakten weltweiten Verkaufszahlen des Spiels hingegen waren lange Zeit unklar. 1989 sprach Nintendo in einer japanischen Broschüre von 70 Millionen Verkäufen. 1991 senkte das Unternehmen diese Schätzung in einem offiziellen amerikanischen Spieleführer auf 50 Millionen herab. Kent schrieb 2001, das Spiel habe sich 30 Millionen Mal verkaufen können und der Videospieljournalist Chris Kohler sprach 2004 von „weit über“ („well past“) 20 Millionen Verkäufen.
2010 gab Nintendo anlässlich des 25. Jubiläums von Super Mario Bros. bekannt, weltweit über 40 Millionen Exemplare des Titels abgesetzt zu haben. Es war damit zwei Jahrzehnte lang das meistverkaufte Konsolen-Videospiel, bis Wii Sports (Wii, 2006) diese Leistung übertraf.

## Rezeption

### Genrezuordnung
Während seiner Entwicklung und in der Zeit direkt nach seiner Veröffentlichung galt Super Mario Bros. als dem Adventure-Genre zugehörig, das sich zur damaligen Zeit durch scrollende Spielwelten und eine akrobatische Spielfigur definierte. Um es von den unter dieser Bezeichnung auftauchenden handlungsbetonten Spielen zu unterscheiden, führte es die Spielepresse ab 1987 unter der Bezeichnung „Adventure-Arcade“. Daraus entwickelte sich die Genrebezeichnung „Action-Arcade“, die die Spielbarkeit, die Einfachheit und das Tempo von Super Mario Bros. und vergleichbaren Spielen zum Ausdruck brachte. Die Spielepresse rezipierte Super Mario Bros. ab Beginn der 1990er Jahre als das beste Spiel seiner Art und als Paradebeispiel für vergleichbare Spiele; jene fasste die Presse zunächst unter der neuen Genrebezeichnung „Action-Adventure“ zusammen. Schließlich setzte sich der Genrename „Platform Game“ (deutschsprachiges Äquivalent: „Jump ’n’ Run“) durch. Retrospektiv ordnete die Spielepresse nicht nur Super Mario Bros., sondern auch dessen Vorgänger diesem Genre zu.

### Kritik

#### Zeitgenössische Kritik
Das Magazin Video Game Update veröffentlichte 1986 als einzige Publikation unmittelbar nach dessen Markteinführung in Nordamerika eine Besprechung zu Super Mario Bros. Die zwei Rezensenten hoben den Umfang des Spiels hervor. Es enthalte viele Überraschungen und Entdeckungen und bereite dem Spieler sehr viel Freude. Sie beurteilten Super Mario Bros. als Pflichtkauf für Besitzer des NES.
Die deutschsprachige Heimcomputerzeitschrift Happy Computer veröffentlichte 1987 eine Rezension zu Super Mario Bros. Darin lobte die Redaktion den Umfang des Spiels, stellte Grafik sowie Ton jedoch als wenig spektakulär dar. Der Redakteur Heinrich Lenhardt resümierte: „Super Mario Bros. ist eines der abwechslungsreichsten und packendsten Geschicklichkeitsspiele […]. In dieses Programm wurden so viele spielerische Details und verschiedene Level gepackt, daß einem fast schwindlig wird.“
Im Oktober 1987 äußerte Mathieu Brisou vom französischen Videospielmagazin Tilt, bei Super Mario Bros. handele sich um eine „angenehme Spielerfahrung“ („plaisir de jouer“), die von guter Gestaltung und Abwechslung profitiere. Noch in der vorherigen Ausgabe der Tilt hatte Brisou das Spiel als im Vergleich zu anderen NES-Titeln „eher mittelmäßig“ („relativement médiocres“) bezeichnet. Gen4 – ebenfalls ein französisches Videospielmagazin – rezensierte Super Mario Bros. im Herbst 1987 positiver. Das Spiel biete abwechslungsreiche Levels, gute Grafiken sowie Animationen und die Steuerung reagiere präzise. Daher sei das Spiel ein Pflichtkauf.
Steven A. Schwartz veröffentlichte 1991 in seinem Werk The Big Book of Nintendo Games eine positive Besprechung zu Super Mario Bros. Das Spiel kombiniere Herausforderung, Features, Grafik und Ton in hervorragender Art und Weise. Zugleich sei es motivierend, belohnend und biete einen hohen Wiederspielwert, da es für den Spieler viel zu entdecken und viele Tricks zu erlernen gebe. Die Grafik sei jedoch nicht so detailreich wie die vergleichbarer Titel. Ferner merkte Schwartz an, dass die Titelmelodie des Spiels in der Öffentlichkeit sehr bekannt sei.

#### Retrospektive Kritik
Der Eurogamer-Redakteur Alexander Bohn betitelte Super Mario Bros. 2007 als einziges NES-Spiel, das heute noch so viel Spaß mache wie zur Zeit seiner Veröffentlichung. Ebenso positiv fiel etwa 2007 die Rezension von IGN-Redakteur Mark Birnbaum aus, der Super Mario Bros. als dutzendfach imitiert, jedoch niemals überboten bezeichnet, oder jene von Darren Calvert von der englischen Website Nintendo Life, der das Spiel 2006 ebenfalls als zeitlosen und hochqualitativen Klassiker wertete. Verhaltener fiel 2014 das Urteil von Daniel Witt von der deutschen Website Nintendo-Online aus. Die Technik und insbesondere die Steuerung des Spiels wirkten heutzutage veraltet, kritisierte er.
Die Videospielhistoriker Bill Loguidice und Matt Barton beurteilten Super Mario Bros. 2009 als eines der besten NES-Spiele. Das Spielkonzept sei hervorragend und genieße noch heute Beliebtheit. Außerdem hoben sie die Steuerung als einfach und intuitiv hervor und lobten die Physik innerhalb des Spiels. Die Sprungmechanik sei „sehr präzise, aber geschmeidig“ („very precice but flexible“) und grenze das Spiel von anderen Genrevertretern ab. Ebenfalls hatten die Autoren positive Worte für das Leveldesign übrig, welches dem Spieler einen progressiven Schwierigkeitsgrad biete.
Christoph Kraus von der deutschen Nintendo-Monatszeitschrift N-Zone hob 2011 ebenfalls die positiven Aspekte an Super Mario Bros. hervor und kam so zu dem Fazit, dass das Spiel immer noch spaßig sei. Allerdings fessele es den Spieler nicht mehr so lange wie in den 1980er Jahren. Außerdem kritisierte er, dass die Steuerung etwa im Vergleich zu Super Mario World (SNES, 1990) „erschreckend rutschig und deshalb etwas ungenau“ wirke. Der Spieleentwickler und Game-Design-Ausbilder Patrick Curry hingegen bezeichnete die Steuerung 2009 als Referenzbeispiel für eine gut reagierende Steuerung in einem 2D-Spiel.
Jeremy Parish äußerte 2012 in einem Bericht für die Website 1Up.com, dass Super Mario Bros. die Konzepte früherer Spiele perfektioniert habe. So wirke die Side-Scrolling-Technik des Spiels viel ausgereifter als die vorheriger Spiele wie Defender (Arcade, 1980) oder Pac-Land. Die Sprungsteuerung hebe sich außerdem durch viele Optionen von früheren Jump-’n’-Run-Spielen ab. Ferner seien versteckte Extras sinnvoller in das Leveldesign integriert als in vergleichbaren zeitgenössischen Spielen. Die wahre Stärke des Spiels seien nicht etwa konkrete Eigenschaften seines Leveldesigns oder seines Konzeptes, sondern das kohärente Spielkonzept, das „auf Hochglanz poliert und verlässlich“ („polished, reliable framework“) sei.

#### Wertungsspiegel
Die Wertungsaggregatoren Metacritic und GameRankings haben ausschließlich für die GBA-Wiederveröffentlichung von Super Mario Bros. Durchschnittswertungen errechnet. Bei Metacritic liegt diese bei 84 von 100 Punkten und basiert auf 14 Rezensionen. Bei GameRankings beträgt der Wertungsdurchschnitt 80,20 %, hier basierend auf 23 Einzelwertungen.
Die folgende Tabelle bietet eine Übersicht an Wertungen zu Super Mario Bros. Die Spalte „Version“ gibt Auskunft darüber, welche Version des Spiels bewertet wurde.
| Zeitschrift/Website | Wertung | Datum         | Version         |
| ------------------- | ------- | ------------- | --------------- |
| 1Up.com             | B+ 1    | 2004          | GBA             |
| Cubed3              | 9/10    | 7. Sep. 2003  | NES             |
| Edge                | 10/10   | Apr. 2003     | Famicom         |
| Eurogamer           | 5/5     | 19. Jan. 2007 | Wii-VC          |
| Game Informer       | 9/10    | Juni 2004     | GBA             |
| GamePro             | 4,5/5   | 4. Juni 2004  | GBA             |
| GameSpot            | 8,3/10  | 2. Jan. 2007  | Wii-VC          |
| Gen4                | 98/100  | 1987 (Herbst) | NES             |
| Happy Computer      | 92/100  | 1987          | NES             |
| IGN                 | 9/10    | 6. März 2007  | Wii-VC          |
| Nintendo Life       | 9/10    | 26. Dez. 2006 | Wii-VC          |
| Nintendo Life       | 9/10    | 1. März 2013  | 3DS-VC          |
| Nintendo Life       | 9/10    | 13. Sep. 2013 | Wii-U-VC        |
| Nintendo-Online     | 7/10    | 15. Jan. 2014 | Wii-U-VC        |
| N-Zone              | 2/3     | Jan. 2011     | All-Stars (Wii) |
| Tilt                | 15/20   | Okt. 1987     | NES             |
| Video Game Update   | 3,5/4   | 1986          | NES             |
| Video Game Update   | 4/4     | 1986          | NES             |

#### Bestenlisten
Es folgt eine Übersicht an Bestenlisten, in denen Super Mario Bros. platziert wurde.
| Name der Bestenliste                      | Publikation   | Jahr | Platzierung |
| ----------------------------------------- | ------------- | ---- | ----------- |
| 100 Best Nintendo Games                   | ONM           | 2009 | Platz 1     |
| Game Informer’s Top 100 Games Of All Time | Game Informer | 2001 | Platz 2     |
| Game Informer’s Top 200 Games Of All Time | Game Informer | 2009 | Platz 2     |
| IGN’s Top 100 Games of All Time           | IGN           | 2003 | Platz 1     |
| IGN’s Top 100 Games                       | IGN           | 2005 | Platz 1     |
| IGN Top 100 Games 2007                    | IGN           | 2007 | Platz 1     |
| The Greatest 200 Videogames of Their Time | 1Up.com       | 2006 | Platz 1     |
| The Essential 100                         | 1Up.com       | 2012 | Platz 1     |
| The Top 125 Nintendo Games of All Time    | IGN           | 2014 | Platz 1     |
| Top 100 Video Games of All Time           | G4tv          | 2012 | Platz 1     |
| Top 100 NES Games                         | IGN           |      | Platz 3     |

#### Super Mario Bros. im Kontext der damaligen Spielebranche
David Sheff äußerte 1993 in seinem Werk über die Geschichte von Nintendo, dass sich Super Mario Bros. in einer von „Schießerei und Massenvernichtung“ („shooting and mass destruction“) geprägten Industrie durch Elemente wie Witz und Humor habe abheben können. Steve L. Kent benannte 2001 die „strahlenden Cartoon-Grafiken, die schnelle Action und den Humor“ („bright cartoon-like graphics, fast action, and a sense of humor“) als im damaligen Kontext für Aufmerksamkeit sorgende Elemente des Spiels. Dank versteckter Objekte innerhalb der Level seien die Spieler auch nach dem Abschluss der Handlung zum Weiterspielen animiert worden. Ferner habe Super Mario Bros. zu seiner Zeit den Unterschied zwischen vorherigen Spielen, etwa für das Atari 2600, und NES-Spielen verdeutlicht. Chris Kohler benannte den Titel 2004 als das umfangreichste Videospiel seiner Zeit. Es habe seine Konkurrenz durch abwechslungsreiche Spielwelten und seinen schieren Umfang überbieten können.
Andrew Schartmann verglich 2013 die Spielwelten von Super Mario Bros. und weiteren Titeln der 8-Bit-Ära. Ihm zufolge erinnern andere Spiele an eine bloße Levelabfolge, während Super Mario Bros. eine im Vergleich dazu vollständige, überzeugende und abwechslungsreiche Welt bietet. Anders als vergleichbare Spiele handele es sich nicht um eine „abgeschnittene und wiederholende Reise von links nach rechts“ („isolated and repetitive left-to-right journey“), da die einzelnen Spielabschnitte untereinander verknüpft seien. Die ausgereifte Spielwelt des Titels sei ein Meilenstein der Videospielgeschichte.

### Analyse des Game-Designs

#### Allgemein
Patrick Curry analysierte 2009 in einem Essay das Game-Design von Super Mario Bros. Dabei arbeitete er anhand des Spiels mehrere Grundlagen für gutes Game-Design heraus. Beispielsweise stelle Super Mario Bros. dem Spieler einfach zu begreifende Aufgaben. Diese würden den Spieler entlasten und ihm Orientierung geben, da er etwa nie überlegen müsse, in welcher Richtung das Ziel liege. Stattdessen könne er planen, wie genau er dieses erreichen könne.
Außerdem führte Curry an, dass die genaue und einfach zu erlernende Steuerung eine hohe Zugänglichkeit erzeuge und dem Spieler das Gefühl gebe, absolute Kontrolle über die Spielfigur zu haben. Auch die simplen Steuerungsschemata der Spielfigur stellte Curry als Vorteil dar: Alle zentralen Fähigkeiten und Spielelemente lerne der Spieler bereits in den ersten Levels kennen, sodass er sich im späteren Verlauf des Spiels kein neues Wissen aneignen müsse. Das überschaubare Angriffsrepertoire der Spielfigur genüge, um sämtliche Gegner zu besiegen. Die im Vergleich zu späteren Jump ’n’ Runs geringe Anzahl an Power-ups erleichtere es dem Spieler zudem, sich deren Auswirkungen einzuprägen, und steigere zugleich deren Wert. Trotz der geringen Abwechslung in Hinblick auf das Spielkonzept lasse das Spiel dank der Anordnung der bekannten Spielelemente keine Monotonie aufkommen.
Ein weiterer wichtiger Aspekt des Game-Designs sind laut Curry die zahlreichen Belohnungen innerhalb des Spiels. Die Steuerung, die Grafik und der Ton fungieren demnach allesamt als Belohnung, da sie aufgrund ihrer Ausgereiftheit den Spieler die Folgen seiner Eingaben spüren lassen. Weiterhin sorge ein direkt in den Spielfluss integriertes Fahnenmast-Minispiel an den meisten Levelenden für Motivation, ebenso wie das Sammeln von Punkten und Münzen. Insbesondere letztere stellen laut Curry eine starke Belohnung dar, da sie Extraversuche einbringen, die Spieler damaliger Arcade-Titel noch gegen Geld freizukaufen hatten.
Curry resümierte, dass Super Mario Bros. wegen seiner Steuerung, dem angemessenen Grad an Herausforderung, an Abwechslung, Überraschung und Belohnung Spaß mache. Er behauptete, dass diese von ihm herausgearbeiteten zentralen Game-Design-Philosophien hinter Super Mario Bros. für jedes beliebige Videospiel gelten, unabhängig von Plattform, Genre oder Ära.

#### Welt 1-1

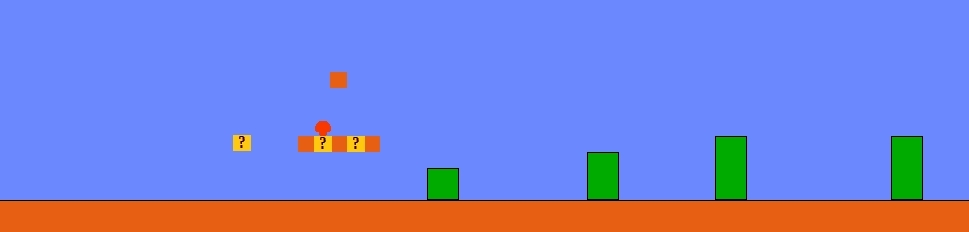
Schematische Darstellung des Beginns von Welt 1-1

Super Mario Bros. bringt dem Spieler sämtliche wichtigen Grundlagen seines Konzeptes nicht etwa durch ein Tutorial, sondern durch die Gestaltung seines ersten Levels, Welt 1-1, dezent bei. Der Level beginnt mit einem völlig freien Areal, in dem die Spielfigur weit links steht. Dadurch macht das Spiel den Spieler darauf aufmerksam, dass er die Spielfigur in die rechte Richtung zu steuern habe. Kurz darauf erscheinen der erste Fragezeichen-Block, der die Aufmerksamkeit des Spielers durch Blinken erregt, sowie der erste, leicht zu bewältigende Gegner des Spiels. Diese Levelelemente sind so platziert, dass der Spieler selbstständig herausfindet, wie die Spielfigur springt, was der Sinn eines schwebenden Blockes ist, dass gegnerischer Kontakt für die Spielfigur eine Bedrohung darstellt und dass einfache Gegner durch einen Sprung auf den Kopf besiegt werden können. Hat der Spieler diese Hindernisse überwunden, so tauchen im folgenden Levelabschnitt vier verschieden hohe Röhren auf. Diese helfen dem Spieler dabei, die Sprungsteuerung besser zu beherrschen.
So erlerne der Spieler im Verlauf des ersten Levels Grundlagen von Super Mario Bros. Neue Spielelemente, die in späteren Levels auftauchen, seien nicht mehr als Variationen der in Welt 1-1 erlernten Grundlagen. Jeremy Parish sieht darin einen der Gründe für den Erfolg des Spieles. Er benannte Welt 1-1 von Super Mario Bros. 2012 als „den am meisten imitierten, referenzierten und parodierten Level eines Videospiels“ („the most widely imitated, referenced, and parodied single level of a video game“).

### Einfluss
Super Mario Bros. verursachte einen Anstieg der Famicom-Verkaufszahlen, die vor dem Erscheinen des Spiels bei 2,1 Millionen, Ende 1985 bereits bei 3,74 Millionen lagen. In Nordamerika trug Super Mario Bros. auch zum Erfolg des NES stark bei; in den Vereinigten Staaten besaß 1990 jeder dritte Haushalt ein Nintendo Entertainment System.
Die Videospielgeschichte sieht im NES den Wegbereiter des modernen Heimvideospielmarktes. Zu dieser Entwicklung trug Super Mario Bros. maßgeblich bei und übte dadurch großen Einfluss auf den Videospielmarkt aus. Das Spiel gilt als einer der entscheidenden Faktoren für die wirtschaftliche Wiederbelebung des Marktes nach dem „Video Game Crash 1983“, in dessen Folge die amerikanische Videospielindustrie zusammengebrochen war und einige Unternehmen der Branche vor der Insolvenz standen.

#### Super-Mario-Reihe

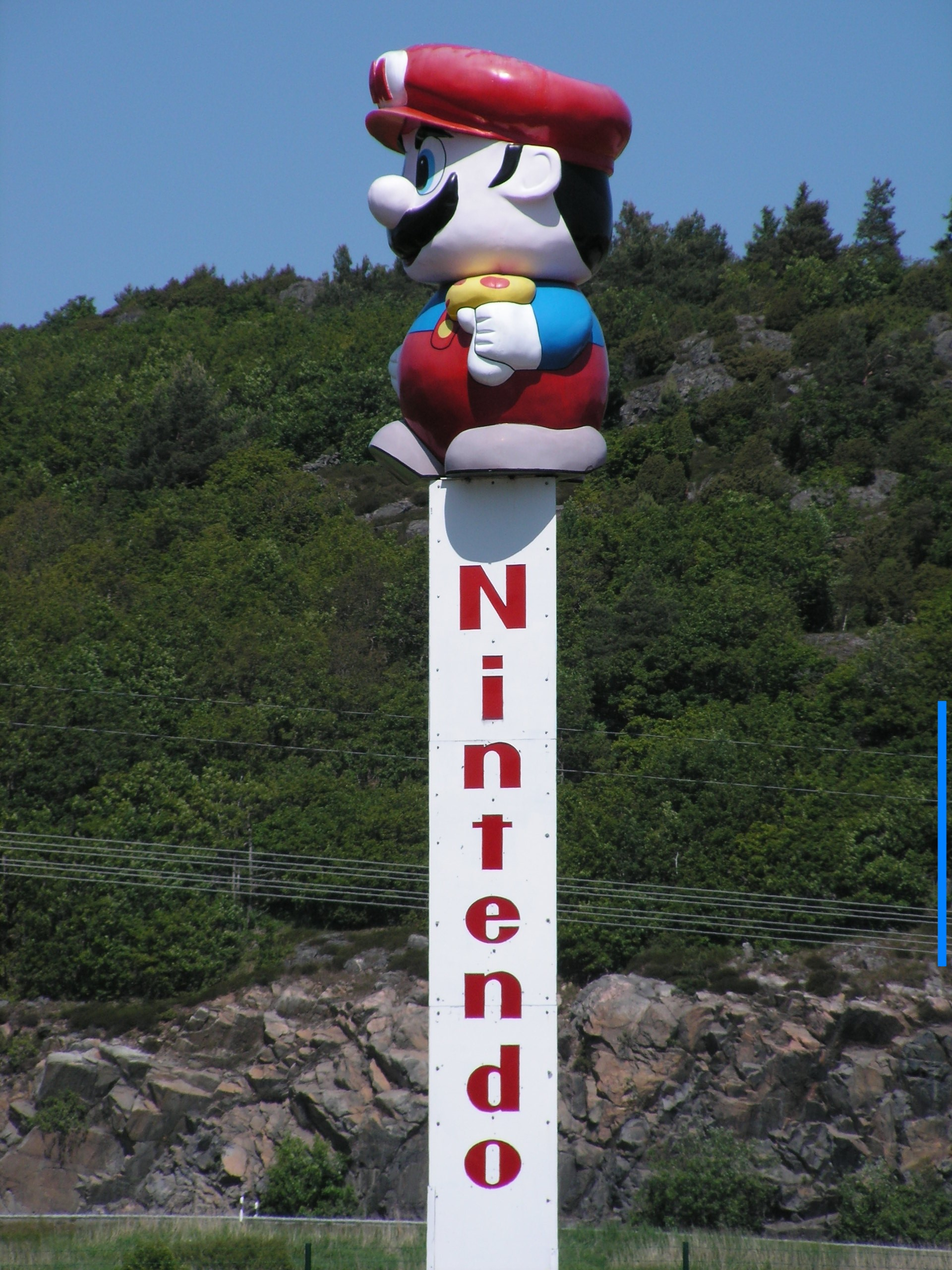
Dank des Erfolges von Super Mario Bros. avancierte die Spielfigur Mario zu Nintendos Maskottchen. Abgebildet: Mario-Statue nahe der schwedischen Konzern-Niederlassung

Super Mario Bros. begründete die Super-Mario-Reihe, die mit schätzungsweise 240 Millionen bis 2010 verkauften Titeln als erfolgreichste Videospielreihe gilt. Sie umfasst unter anderem weitere erfolgreiche und einflussreiche Titel wie Super Mario Bros. 3 (NES, 1988), Super Mario 64 (N64, 1996), New Super Mario Bros. (DS, 2006) oder Super Mario Galaxy (Wii, 2007). Die Spielfigur Mario avancierte dank Super Mario Bros. zu einem der bekanntesten Videospielcharaktere sowie zum Maskottchen von Nintendo.
Viele Spielelemente aus Super Mario Bros. entwickelten sich zu Standardfeatures der Serie. Die wichtigsten davon sind die Power-ups, Münzen, Gegnerbekämpfung durch Kopfsprünge, Blöcke, Röhren, Bohnenranken und Himmelsabschnitte sowie versteckte Blöcke mit darin verborgenen Power-ups. Auch die Handlungen der nachfolgenden Spiele der Reihe greifen Elemente der Hintergrundgeschichte von Super Mario Bros. auf. Ferner war das in Super Mario Land (GB, 1989) anzutreffende Konzept, mit Munition zu schießen, ursprünglich für Super Mario Bros. geplant gewesen. Die Hauptmelodie von Super Mario Bros. avancierte zur Titelmelodie der Serie und taucht daher in teils bearbeiteter Form in allen nachfolgenden Super-Mario-Spielen auf. Auch die anderen Melodien aus dem Spiel wurden mehrmals in anderen Spielen aufgegriffen.
Super Mario Bros. baute erstmals ein umfangreiches fiktives Universum für die Spielfigur Mario auf, die selbst schon seit 1981 existierte und zunächst als realistische, verletzliche und menschliche Figur gedacht war. Mit Super Mario Bros. vollzog sich ihre Wandlung in einen Fantasy- oder Cartoon-Helden. Diese Entwicklung spiegelt sich darin wider, dass die Nachfolger von Super Mario Bros. in einer kreativen, fantastischen Welt angesiedelt sind, während vorherige Mario-Spiele an Orten wie einer Baustelle oder der Kanalisation einer amerikanischen Großstadt handeln.

#### Einfluss auf andere Videospiele
Patrick Curry bezeichnete Super Mario Bros. 2009 in einem Essay über das Design des Spiels als das einflussreichste Videospiel aller Zeiten. Im Bereich des Game-Designs stelle es einen Meilenstein dar. Indem es eine ganze Generation von Spieleentwicklern beeinflusst habe, habe es jahrelang als Vorbild für viele weitere Videospiele gedient. Der Videospieljournalist Jeremy Parish stellte Super Mario Bros. 2012 als Wendepunkt der Videospielgeschichte dar, dessen Konzept vielfach nachgeahmt wurde.
Zu den stark von Super Mario Bros. beeinflussten Spielen beziehungsweise Serien gehören The Great Giana Sisters (C64, 1987), Wonder Boy (Game Gear/SG-1000/Master System, 1986) und Alex Kidd in Miracle World (Master System, 1986). Während ersteres Super Mario Bros. stellenweise exakt nachahmte und deshalb umstritten war, erfuhren die letztgenannten beiden Titel eine sehr positive Resonanz. Alle drei avancierten zu Konkurrenten von Super Mario Bros. Weitere in diesem Kontext bedeutsame Serien, die jedoch weniger direkt von Super Mario Bros. beeinflusst wurden, sind Castlevania, Sonic the Hedgehog und Mega Man.
Super Mario Bros. ist das erste Videospiel, das bei der Steuerung der Spielfigur Impuls und Trägheit berücksichtigt. Chris Kohler benannte Super Mario Bros. 2004 ferner als das erste Spiel, dessen vordergründiges Ziel nicht das Erreichen eines möglichst hohen Punktestandes, sondern der Abschluss der Handlung ist. Eine weitere Innovation von Super Mario Bros. besteht darin, dass die zentrale Fähigkeit der Spielfigur, das Springen, gleichzeitig sowohl der Fortbewegung als auch der Gegnerbekämpfung dient. Die zentralen Levelthematiken des Spiels, etwa Wald-, Wasser-, Eis- oder Lava-Level, seien laut Curry so oft von anderen Videospielen übernommen worden, dass sie mittlerweile klischeebehaftet seien.
Der französische Videospielhistoriker William Audureau äußerte 2013, dass die Rezeption von Super Mario Bros. dazu tendiere, den Einfluss des Spiels auf das Jump-’n’-Run-Genre zu überschätzen. Denn da die Grundlagen für das Genre bereits vor der Veröffentlichung des Spiels existiert hätten, könne es sich nicht um das Fundament der Jump-’n’-Run-Spiele handeln. Pitfall! (Atari 2600, 1982) etwa habe bereits eine stetige Spielwelt, ein Zeitlimit sowie eine Untergrund-Ebene in den Levels geboten. Frühere Spiele wie etwa Jungle Hunt (Arcade, 1982) nutzten zudem bereits Side-Scrolling und in Pac-Land (Arcade, 1984) fanden sich schon eine nach Thematiken eingeteilte Spielwelt, Hindernisse, Plattformen und nur durch Power-ups zu besiegende Gegner. Sämtliche dieser Elemente seien auch zentral in Super Mario Bros. vertreten. Nintendo habe mit diesem Spiel also auf jene bereits vorhandenen Ideen aufgebaut.

### Interpretation

#### Soundtrack
Der Musikwissenschaftler Andrew Schartmann äußerte sich 2013 in seinem Buch Maestro Mario, dass jedes der vier Hauptstücke des Soundtracks von Super Mario Bros. anders klinge und unterschiedliche Emotionen beim Hörer erzeuge. Damit akzentuiere der Soundtrack die Reichhaltigkeit der Spielwelt. Zugleich verleihe er ihr einen vereinigenden Rahmen, da die einzelnen Stücke im Laufe des Spiels häufig zu hören sind.
Schartmann beschrieb die Hauptmelodie des Spiels als sehr energiegeladenes, Jazz-artiges Stück, das eine sehr positive Atmosphäre erzeuge. Wie auch die Hauptmelodie ist die Unterwasser-Melodie in C-Dur geschrieben. Als Walzer passe sie zu den geschmeidigen Bewegungen der Spielfigur unter Wasser. Sein eingeschränktes Fähigkeitenrepertoire in den dazugehörigen Levels spiegele sich im ruhigeren Charakter der Unterwasser-Melodie wider.
Im Gegensatz zur Hauptmelodie und dem Unterwasser-Thema erzeuge die Untergrund-Melodie ein düsteres, unruhiges Gefühl. Dieser Eindruck entstehe aufgrund des verwendeten Tritonus und der unterschiedlich langen Pausen zwischen den einzelnen Tönen. Ferner bedränge das Stück den Spieler, da es sich aufgrund seiner Kürze häufig wiederhole. Noch düsterer wirke das Burg-Thema, das durch atonale Musik dem Spieler die Orientierung erschwere. Außerdem sei auch dieses Stück kurz und nutze häufig den Tritonus, womit es die Bedrohung der jeweiligen Level hervorhebe. Das Thema des Stern-Power-ups erzeuge durch sein sehr hohes Tempo ein Gefühl von Eile, Druck und Dringlichkeit. Dadurch verleite es den Spieler dazu, schneller voranzuschreiten, um die kurze Zeit im unbesiegbaren Zustand effizient auszunutzen. Dies erwecke beim Spieler den Eindruck, die Spielfigur bewege sich schneller fort.
Bei den Soundeffekten des Spiels habe sich Kondō der Filmmusiktechnik „Mickey-Mousing“ bedient, schrieb Schartmann weiter. Der Soundeffekt für einen Sprung der Spielfigur etwa sei ein aufsteigendes Glissando, welches den Aufstieg der Spielfigur in die Höhe widerspiegele. Auch die Toneffekte für das Aufsammeln nutzbringender Items seien aufsteigenden Charakters und unterstützten so das positive Gefühl des Spielers.

#### Handlungsbezogene Deutungen
Der US-amerikanische Psychiater Raoul Berke veröffentlichte 1990 eine Begutachtung zu Super Mario Bros. im San Francisco Jung Institute Library Journal. Darin führt er die allgemeine Beliebtheit des Spiels auf dessen archetypische Inhalte zurück und schreibt, dass Individuation der Hauptinhalt des Spiels sei. Jederzeit bedrohe der Tod die Spielfigur, wobei Berke etwa das Zeitlimit als Verweis auf die Begrenztheit des Lebens und des eigenen Egos interpretiert. Durch Power-ups könne die Spielfigur ihr Ego steigern. Dies gewähre ihr neue Fähigkeiten, trotz derer sie nicht höher springen kann als im normalen Zustand. Um an einen Super-Pilz zu gelangen und so ihr Bewusstsein zu erweitern, stoße sie mit dem Kopf an einen Steinblock. Dies veranschauliche ihre Verzweiflung. Ferner sah Berke in den Unterwasser-Levels des Spiels Parallelen zum kollektiven Unbewussten. Hier sei Mario als einzelner dem Kollektiv gegenüber machtlos und daher in seinen Fähigkeiten eingeschränkt. Die einzelnen Elemente des Kollektivs – im Spiel die Gegner – könne er nicht bekämpfen. Dass Mario am Ende jedes Burglevels darauf hingewiesen wird, die Prinzessin befinde sich an einem anderen Ort, drücke des Weiteren aus, dass das Ziel der Individuation nicht tatsächlich erreichbar sei. Vielmehr sei in diesem Falle der Weg das Ziel.

## Adaptionen

### Merchandising
Unter dem Titel Super Mario Bros. Kanzen Koryakubon erschien in Japan ein offizielles Lösungsbuch zum Spiel. Es avancierte mit 1,35 Millionen Verkäufen zum meistverkauften japanischen Buch des Jahres 1985. In Nordamerika erhielten Leser des Newsletters Nintendo Fun Club News eine englischsprachige Version dieses Lösungsbuches.
In Japan kamen ein Anime-Film sowie Mangas zum Spiel heraus. Auch in Nordamerika erschien viel Merchandising zum Spiel, darunter die ab 1989 ausgestrahlte Super Mario Brothers Super Show, eine Comicreihe sowie der 1993 in die Kinos gekommene Spielfilm Super Mario Bros. Ferner erschien 1992 ein Flipperautomat zu Super Mario Bros. von Gottlieb.

### Kinofilm
1993 kam ein Kinofilm namens Super Mario Bros. in die Kinos. Die Regie führten Annabel Jankel und Rocky Morton, in den Hauptrollen waren Bob Hoskins (Mario), John Leguizamo (Luigi) und Dennis Hopper (Bowser). Super Mario Bros. gilt als erster Film zu einem Videospiel und wurde innerhalb seiner dreijährigen Entstehungsphase oftmals umgeschrieben. Trotz seines Titels ist er weniger eine Verfilmung des Spiels, sondern eine Adaption des gesamten bis dato entwickelten Super-Mario-Universums. Der Film Super Mario Bros. erhielt negative Rezensionen. In den USA spielte er nur knapp die Hälfte seines Produktionsbudgets von etwa 40 Millionen US$ ein, womit er einen kommerziellen Misserfolg darstellt.

### Videospiele für andere Plattformen
Aufgrund des Erfolges von Super Mario Bros. veröffentlichte Nintendo 1986 sechs auf dessen Spielprinzip aufbauende Spiele. Dazu zählen Umsetzungen für andere Plattformen, (Werbe-)Umarbeitungen und als Fortsetzung intendierte Spiele. Die Alternativversionen des Spiels übernehmen viel Material von Super Mario Bros. und richten sich an Spieler, die den Titel bereits absolviert haben. Neben neugestalteten Spielabschnitten flossen auch aus dem Originalspiel entfernte Level in die neuen Spiele ein. Aufgrund ihrer zumeist nur regionalen Verbreitung, ihres hohen Schwierigkeitsgrades und der kaum überarbeiteten Technik erwiesen sich jene Spiele überwiegend als wenig bedeutsam. Dies führte dazu, dass sich spätere, neuentwickelte Spiele der Reihe nicht ausschließlich an erfahrene Spieler, sondern vermehrt auch an Einsteiger richteten. Darüber hinaus brachte Nintendo in den letzten Jahrzehnten zahlreiche Neuauflagen, Wiederveröffentlichungen und Adaptionen des originalen Super Mario Bros. auf den Markt.

#### Nachfolger
In Japan brachte Nintendo wenige Monate nach der Veröffentlichung von Super Mario Bros. eine Fortsetzung namens Super Mario Bros. 2 (FDS, 1986) heraus. Diese orientiert sich sehr stark an ihrem Vorgänger und zeichnet sich durch ihren wesentlich höheren Schwierigkeitsgrad aus. Auf den westlichen Märkten erschien anstelle des japanischen Nachfolgers ein anderes Spiel mit dem Namen Super Mario Bros. 2 (NES, 1988). Dieses unterscheidet sich stark von Super Mario Bros. Obwohl es die an es gerichteten hohen Erwartungen nicht erfüllen konnte, verkaufte es sich knapp sieben Millionen Mal. Als erster legitimer Nachfolger von Super Mario Bros. gilt aber erst Super Mario Bros. 3. Auch die darauffolgenden Spiele Super Mario Land und Super Mario World orientieren sich am Konzept von Super Mario Bros., obgleich sie einen anderen Namen tragen. Ab 2006 legte Nintendo die Formel von Super Mario Bros. mit New Super Mario Bros. und dessen Nachfolgern mit großem Erfolg neu auf.

#### Portierungen
Arcade
Anfang 1986 veröffentlichte Nintendo in Amerika und Europa zu Vermarktungszwecken eine direkte Arcade-Umsetzung von Super Mario Bros. Sie bot keine inhaltlichen Unterschiede zur Heimkonsolen-Fassung, die erst einige Monate darauf überregional erschien. So konnten Kunden vor der Veröffentlichung des NES und dessen Flaggschiff-Titel das Spiel bereits in Arcade-Hallen anspielen. Einige Videospielhistoriker und -Journalisten erwähnten diese obskure Arcade-Fassung nur beiläufig und kamen so zum Teil zu dem fälschlichen Schluss, Super Mario Bros. sei ursprünglich ein Arcade-Spiel gewesen.
Außerdem gehörte Super Mario Bros. zum Repertoire der PlayChoice-10-Automaten. Diese einer Jukebox ähnlichen Geräte gewährten Spielhallenbesuchern ab Mitte der 1980er Jahre eine Auswahl aus zehn von insgesamt etwa 50 NES-Spielen.
Famicom Disk System
Zur Markteinführung des Famicom Disk System (FDS), eines exklusiv für den japanischen Markt produzierten, zusätzlichen Peripheriegeräts auf Diskettenbasis für das Famicom, erschien am 21. Februar 1986 eine direkte FDS-Umsetzung von Super Mario Bros., die sich ungefähr eine Million Mal verkaufte. Von der Famicom-/NES-Version des Spiels unterscheidet sich diese Umsetzung nur marginal in technischen Aspekten. Das Spiel wurde derart an den doppelseitigen Datenträger angepasst, dass die eine Seite die ersten vier und die zweite Seite die letzten vier Welten von Super Mario Bros. enthält. Infolgedessen sind alle Warp Zones entfernt worden, die in der Originalfassung des Spiels eine Verknüpfung von den ersten zu den letzten vier Welten des Spiels herstellen. Deswegen liegt der Schwierigkeitsgrad der FDS-Umsetzung von Super Mario Bros. über dem des Originalspiels.

#### Alternativversionen
All Night Nippon Super Mario Bros.
All Night Nippon Super Mario Bros. ist eine Modifikation des Originalspiels, die Nintendo als Werbeprodukt für den japanischen Radiosender Nippon Broadcasting entwickelte und 1986 für das FDS herausbrachte. Die Level dieser Umsetzung entstammen Super Mario Bros., Vs. Super Mario Bros. sowie Super Mario Bros.: The Lost Levels. Nintendo gestaltete einige Grafikelemente so um, dass sie Inhalte aus der seit Jahrzehnten auf Nippon Broadcasting ausgestrahlten Radiosendung All Night Nippon zeigen. Beispielsweise sehen die Gegner nun aus wie bekannte DJs und Moderatoren des Senders.
Game & Watch

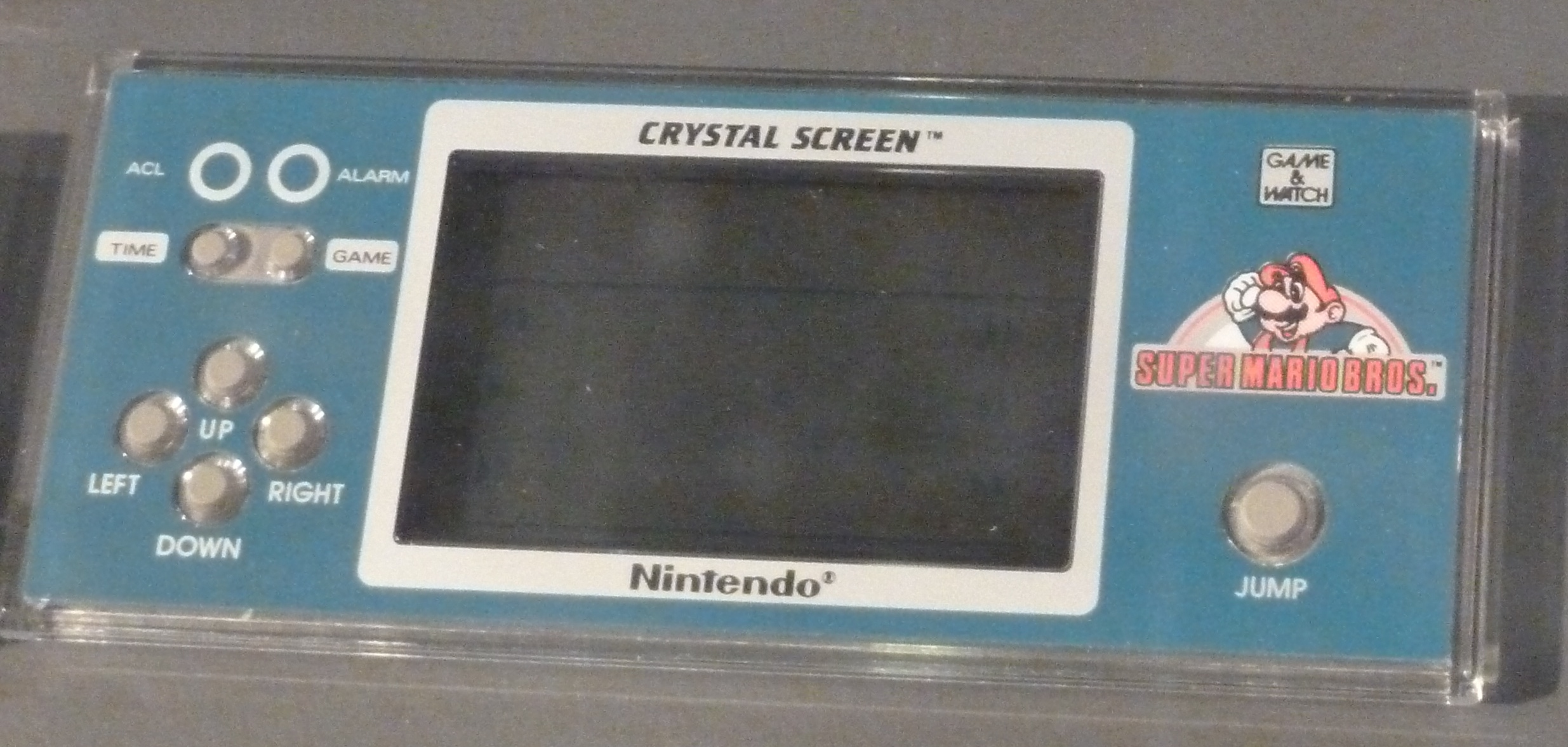
Super Mario Bros. als Game & Watch („Crystal Screen“; YM-801)

Ab 1980 brachte Nintendo die 59 LCD-Spiel-Geräte der Game-&-Watch-Reihe auf den Markt. Als Teil der Serie „Crystal Screen“ veröffentlichte der Konzern am 25. Juni 1986 eine LCD-Umsetzung von Super Mario Bros. mit der Seriennummer YM-801, die in Japan unveröffentlicht blieb. Wie das NES-Spiel bietet auch diese Umsetzung Side-Scrolling-Level, bekannte Gegner, Itemblöcke sowie aus dem Original adaptierte Musikstücke. Acht Level umfasst dieses Game-&-Watch-Gerät, das einen transparenten Bildschirm aufweist.
Eine weitere Game-&-Watch-Umsetzung von Super Mario Bros. mit der Seriennummer YM-901 erschien 1987 exklusiv in Japan. Die 10.000 von dieser Umsetzung produzierten Exemplare wurden jenen Spielern von Famicom Grand Prix: F1 Race (FDS, 1987) als Preis verliehen, die im Spiel Bestzeiten erzielten. Auf dem Gehäuse dieser Geräte ist das FDS-Maskottchen Diskun abgebildet. Dieses Spiel zählt nicht zu den 59 Game-&-Watch-Geräten, sondern gilt als Sammlerstück.

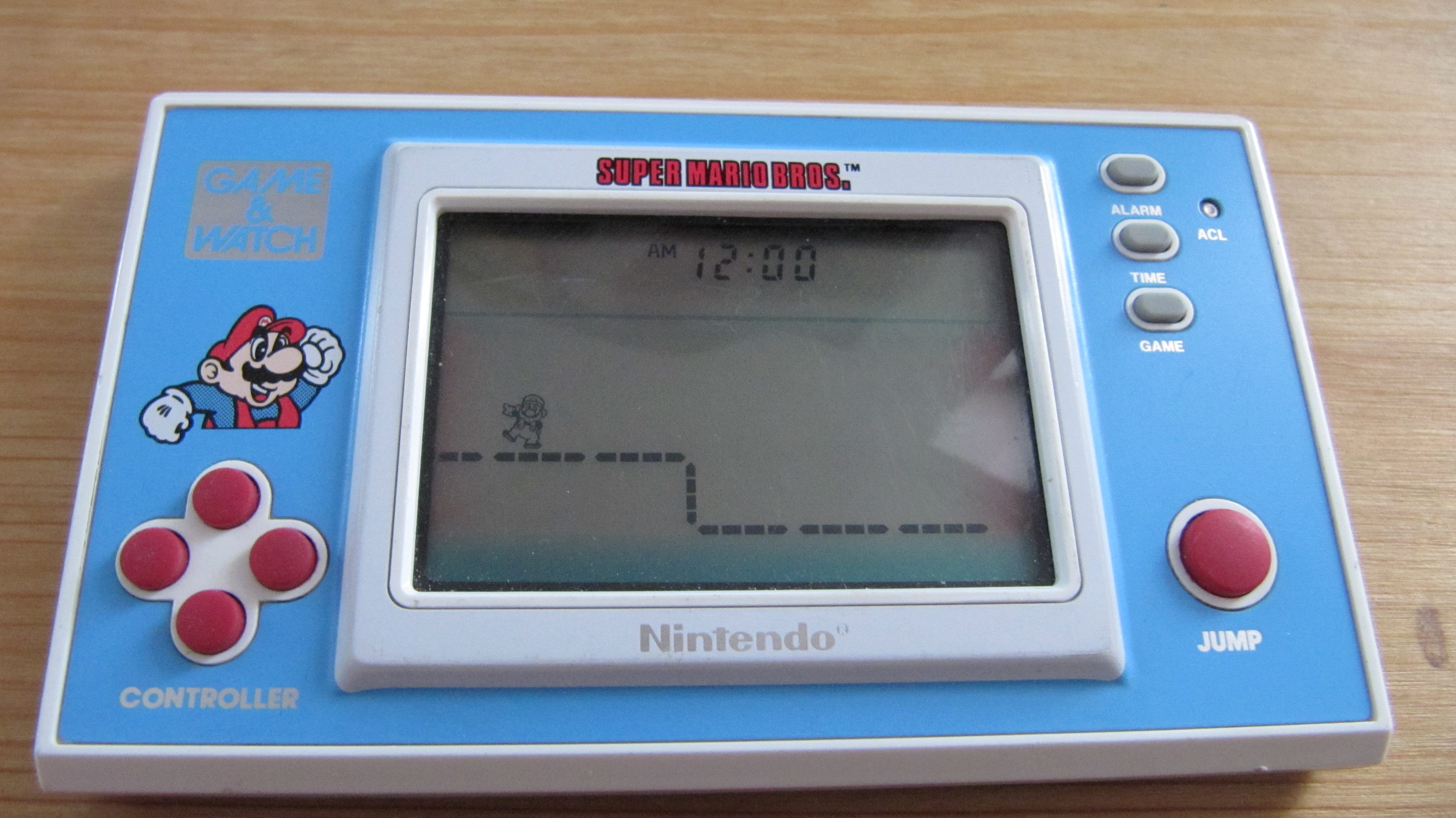
Super Mario Bros. als Game & Watch („New Wide Screen“; YM-105)

Im März 1988 erschien Super Mario Bros. ein drittes Mal als Game & Watch. Diese Umsetzung mit der Modellnummer YM-105 ist Teil der „New-Wide-Screen“-Serie und erschien nicht in Japan.
Ferner veröffentlichte Nelsonic Ende der 1980er Jahre eine LCD-Spiel-Umsetzung von Super Mario Bros. als Armbanduhr. 1998 erschien eine Neuauflage des Super-Mario-Bros.-Game-&-Watch-Konzeptes im Rahmen der Reihe „Nintendo Mini Classics“.
Super Mario Bros. Special
Mitte der 1980er Jahre bestand zwischen Nintendo und dem japanischen Spielehersteller Hudson Soft ein Vertrag, der die Umsetzung einiger Nintendo-Titel für japanische Heimcomputer ermöglichte. Im Rahmen dessen entwickelte Hudson Soft eine als Fortsetzung intendierte Fassung von Super Mario Bros. mit dem Namenszusatz Special, die der Hersteller 1986 für die Heimcomputer NEC PC-8801 und Sharp X1 veröffentlichte. Im Vergleich zu Nintendos Originalfassung enthält Super Mario Bros. Special neue Levels, Spielelemente und Items. Aufgrund der schwachen Hardware der beiden Computer ist diese Variante dem Original technisch stark unterlegen, sodass etwa kein Side-Scrolling möglich ist. Super Mario Bros. Special ist erst seit 2003 überregional bekannt.

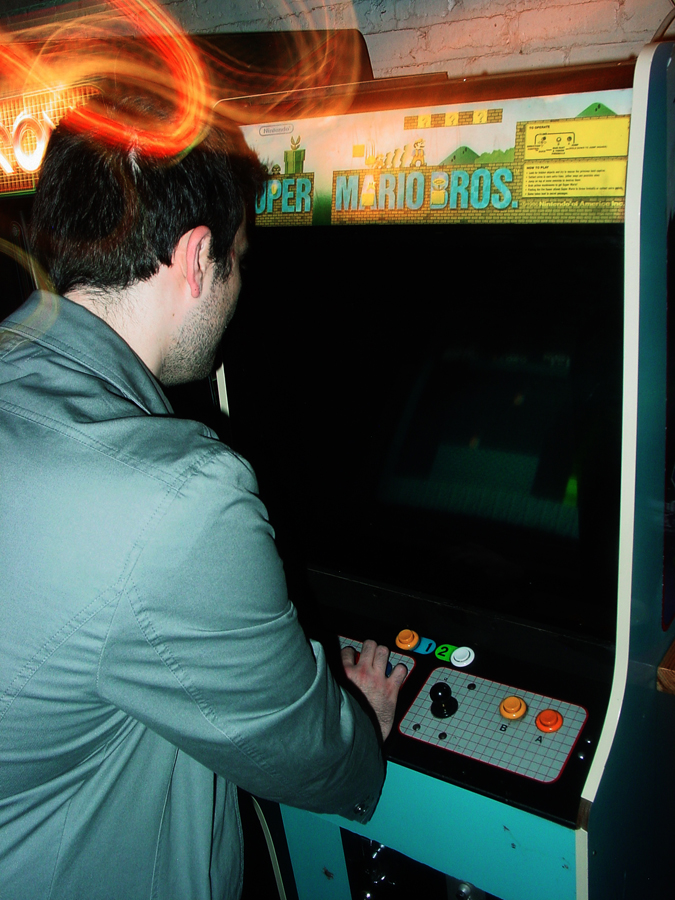
Vs. Super Mario Bros.
Unter dem Titel Vs. Super Mario Bros. erschien 1986 eine auf Super Mario Bros. basierende Arcade-Umsetzung. Der Automat ist Teil der Vs.-Reihe, die seit 1984 besteht und hauptsächlich Umsetzungen von NES-Erfolgstiteln mit Zweispieler-Modus umfasst.
Das Team um Miyamoto begann die Entwicklung von Vs. Super Mario Bros. unmittelbar nach der Vollendung von Super Mario Bros. Etwa drei Viertel der Level entstammen dem Originalspiel, während sechs Level neu hinzukamen. Mitunter erhöhte das Team den Schwierigkeitsgrad der übernommenen Level. Vs. Super Mario Bros. ergänzt ferner den Soundtrack des Originalspiels um ein siebtes Stück für den Namenseingabe- und Highscore-Bildschirm.
NES Remix und Super Mario Maker
Super Mario Bros. ist eines von mehreren Spielen, das in den Minispielsammlungen NES Remix (Wii-U-eShop, 2013) und Ultimate NES Remix (3DS, 2014) enthalten ist. Hier muss der Spieler Minispiel-artige Herausforderungen aus mehreren NES-Klassikern bestehen, manche davon mit geänderten Spielregeln.
NES Remix 2 (Wii U, 2014) enthält eine Fassung von Super Mario Bros., bei der anstelle von Mario Luigi spielbar ist. Außerdem sind die Level in dieser als Super Luigi Bros. bezeichneten Variante gespiegelt, sodass der Bildschirmausschnitt nicht von rechts nach links, sondern umgekehrt scrollt.
Im Leveleditor Super Mario Maker (Wii U, 2015) kann der Spieler unter anderem eigene Level im Stile von Super Mario Bros. entwerfen.

#### Erweiterte Neuauflagen
Super Mario All-Stars
Unter dem Titel Super Mario All-Stars (SNES, 1993) veröffentlichte Nintendo eine Sammlung von Neuauflagen. Enthalten sind Super Mario Bros. sowie die Nachfolgerspiele Super Mario Bros.: The Lost Levels, Super Mario Bros. 2 und Super Mario Bros. 3. Die Grafik sowie den Ton passten die Entwickler an das Niveau der 16-Bit-Konsole an. Außerdem nahmen sie minimale inhaltliche Änderungen vor.
Anlässlich des 25. Veröffentlichungsjubiläums von Super Mario Bros. brachte Nintendo 2010 Super Mario All-Stars für die Wii auf den Markt. Diese Wiederveröffentlichung entspricht exakt dem SNES-Original und enthält neben dem Spiel ein Soundtrack-Album sowie ein Heft mit Hintergrundinformationen zur Super-Mario-Reihe.
Super Mario Bros. Deluxe
Super Mario Bros. Deluxe (GBC, 1999) ist eine Neuauflage von Super Mario Bros. für den Handheld Game Boy Color. Im Vergleich zur NES-Fassung blieben Grafik und Ton weitestgehend unverändert. Nintendo erweiterte das Spiel um eine Levelauswahl, freischaltbare Level aus der Fortsetzung The Lost Levels sowie zusätzliche Spielmodi.
2014 brachte Nintendo Super Mario Bros. Deluxe im Nintendo eShop des 3DS neu heraus.

#### Wiederveröffentlichungen
Game Boy Advance
2004 erschien für den Game Boy Advance eine Wiederveröffentlichung von Super Mario Bros. In Japan erfolgte deren Veröffentlichung im Rahmen der Famicom-Mini-Reihe anlässlich des 20. Jubiläums des Famicoms. In Nordamerika ist diese Wiederveröffentlichung Teil der Classic-NES-, in Europa der NES-Classics-Reihe. Um das im Vergleich zum NES kleinere Bildschirmverhältnis des Handhelds auszugleichen, passte Nintendo die Grafik des Titels an. In Japan wurde Famicom Mini: Super Mario Bros. in seinen ersten Wochen auf dem Markt über 500.000 Mal erworben.
Wii
2010 erschienen in Japan anlässlich des silbernen Jubiläums von Super Mario Bros. rote Wii-Konsolen mit einer vorinstallierten Version des Spiels, bei der die Fragezeichen in den Blöcken durch die Zahl „25“ ersetzt wurden.
Virtual Console
Nintendo brachte Super Mario Bros. außerdem als kostenpflichtigen Download für das Virtual-Console-Angebot seiner Konsolen neu heraus. Im Januar 2007 erschien das Spiel für die Virtual Console der Wii und im März 2012 brachte Nintendo es für den Nintendo eShop des 3DS heraus. Für Frühkäufer des 3DS war jene Umsetzung ab September 2011 kostenlos erhältlich. Im September 2013 schließlich folgte die Virtual-Console-Wiederveröffentlichung im Wii-U-eShop.